# Place Royale (Nantes)
Pour les articles homonymes, voir Place Royale.
La place Royale, située dans le centre-ville de Nantes, en France, est conçue en 1786 par l'architecte nantais Mathurin Crucy. Aménagée en 1790 après la destruction des remparts médiévaux, elle constitue l'élément central d'un ensemble homogène de bâtiments répondant à l'architecture classique construits à cette occasion. Elle est dotée d'une fontaine monumentale inaugurée en 1865. 
Vouée dès l'origine au commerce, elle a accueilli des enseignes qui ont marqué les mémoires, et conserve au XXIe siècle sa vocation marchande. Malgré son nom, la place n'a jamais abrité de statue de monarque, comme les autres places Royale en France, mais elle a une valeur symbolique dans la ville, et est un point prisé de rassemblements artistiques, festifs ou politiques. 
Le site, très endommagé lors de la Seconde Guerre mondiale, est restauré presque à l'identique entre 1945 et 1961. Devenue au fil du temps un rond-point consacré à la circulation automobile, l'esplanade bénéficie, entre 2007 et 2011, d'une rénovation qui l'inclut depuis dans la zone piétonne du centre-ville.

## Architecture

### La place
Mathurin Crucy, également concepteur de la place Graslin, la relie à la place Royale par la rue Crébillon.
Il respecte, pour la place Royale, les principes de l'architecture classique : symétrie des façades, rigueur du plan, ouverture des perspectives. Sa forme est composée de l'association d'un rectangle (à l'est) et d'une partie hémisphérique (à l'ouest), lui donnant une forme dite « en miroir de toilette ». L'orientation de la place est dans un axe est-ouest, légèrement décalé vers sud-ouest - nord-est. Une fontaine, symbole de la ville, trône au centre de la partie rectangulaire.
La place, entièrement pavée de blocs de granit, est desservie par neuf rues (les plans d'origine en comptaient dix, puis huit) : les rues Crébillon, de la Fosse, de Gorges, La Pérouse, d'Orléans, du Commandant-Boulay, de l'Arche-Sèche, Saint-Julien et des Vieilles-Douves. Elle se situe à l'un des points les plus bas de la ville.

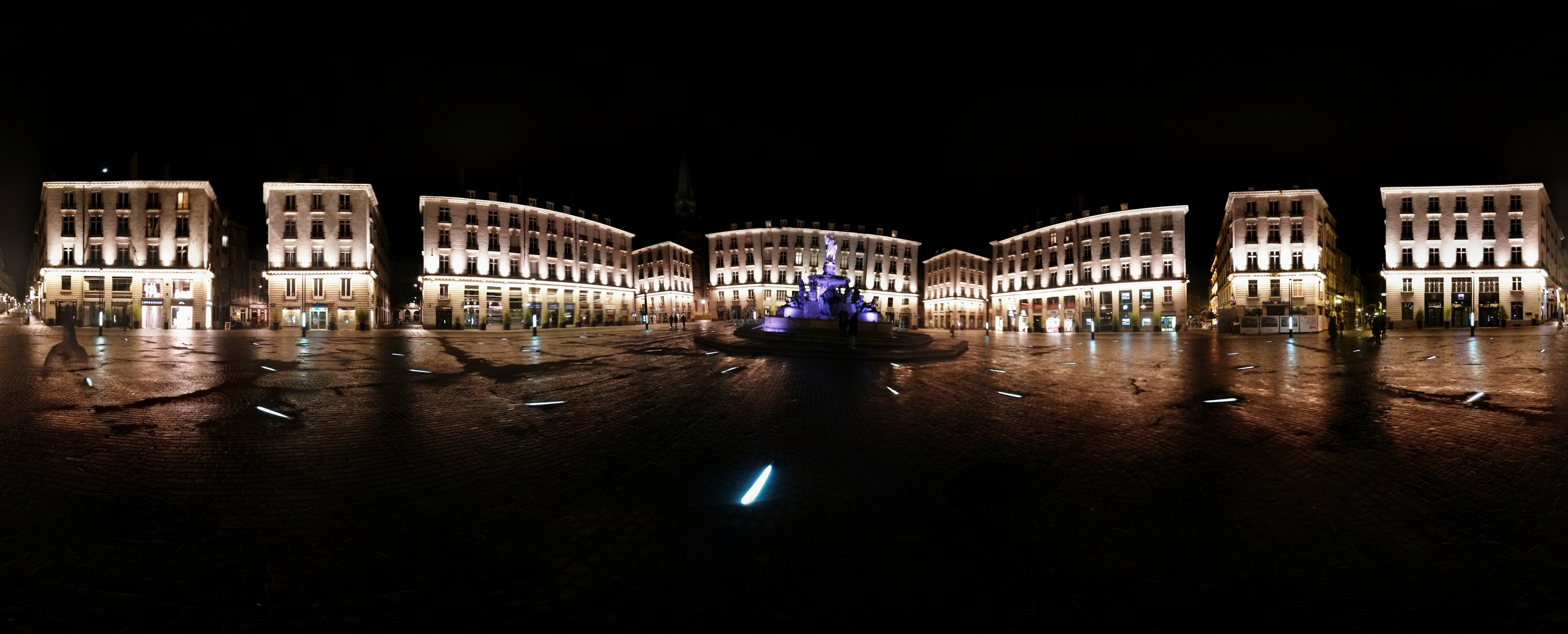
Vue panoramique depuis l'ouest, au niveau de la rue Crébillon (2013)

### La fontaine

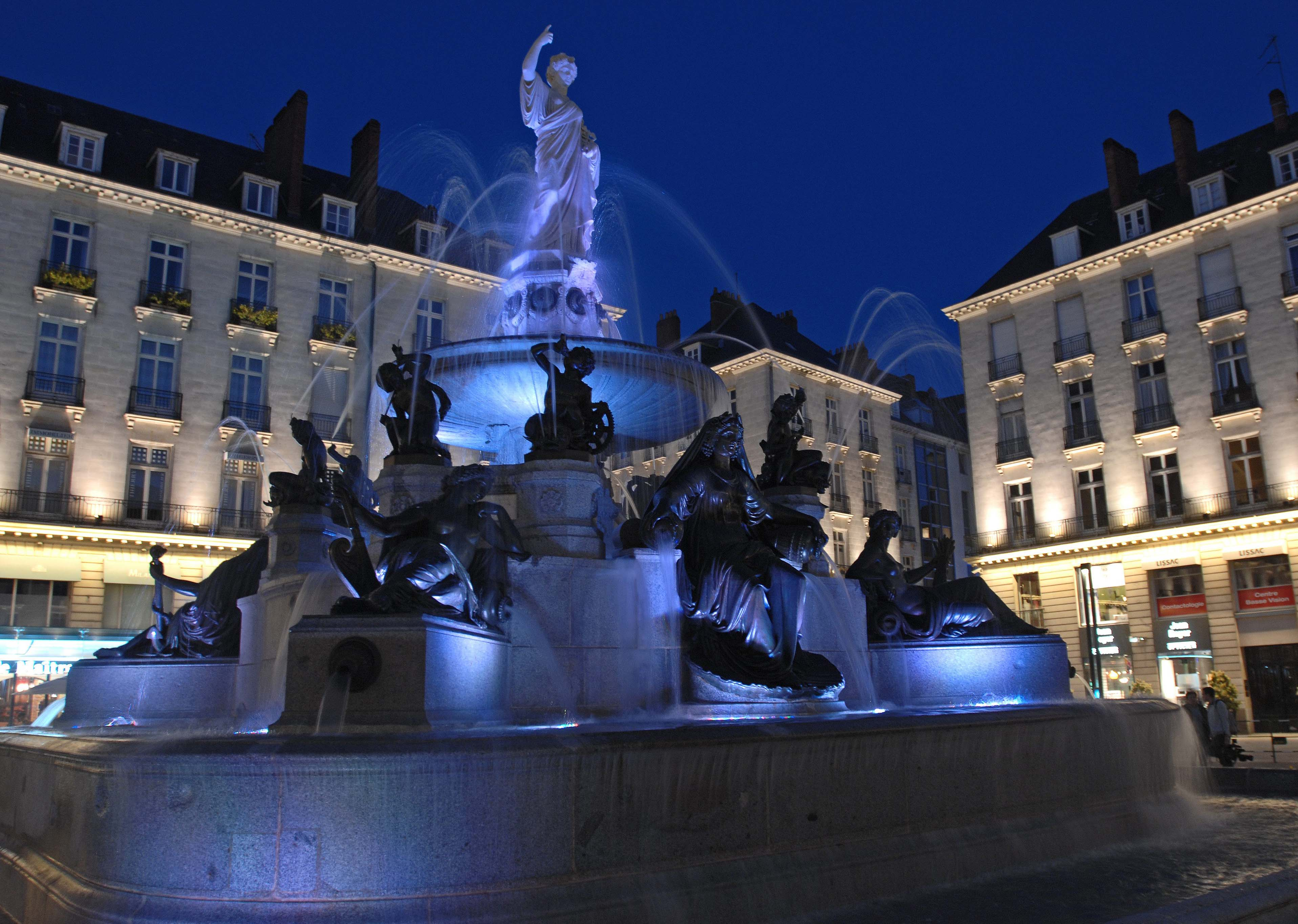
La fontaine de la place Royale la nuit (avril 2007).

Inaugurée en 1865, la fontaine monumentale œuvre de l'architecte voyer de la ville Henri-Théodore Driollet, symbolise la vocation fluviale et maritime de Nantes. Sa structure pyramidale est composée de trois bassins en granit superposés, celui au niveau du sol formant un carré.
La ville est représentée par une statue allégorique en marbre blanc (toutes les autres sont en bronze) ayant les traits d'une femme couronnée tenant un trident . Elle se dresse face à la rue Crébillon, juchée sur un piédestal surmontant un bassin circulaire surplombant le niveau inférieur. Elle veille sur une série de statues allégoriques représentant la Loire et ses affluents.
La Loire est représentée par une femme, assise dans la même direction que la statue de Nantes, et qui déverse de l'eau par deux amphores. Ses affluents sont symbolisés par trois statues de femmes et une statue d'homme, à demi allongés et versant de l'eau par une amphore : l'Erdre, la Sèvre, le Cher et le Loiret,. D'autres statues symbolisent les huit génies de l'industrie et du commerce : soufflant de l'eau au travers de coquillages et juchés sur des dauphins crachant de l'eau par les narines, ils rappellent le rôle majeur du port de Nantes dans l'économie de la cité.
Les statues sont l'œuvre des sculpteurs Daniel Ducommun du Locle (pour la ville et les cours d'eau) et Guillaume Grootaërs (pour les génies), ainsi que du fondeur nantais Jean-Simon Voruz, le créateur de l'escalier du passage Pommeraye.

Fontaine de la place royale (2008)
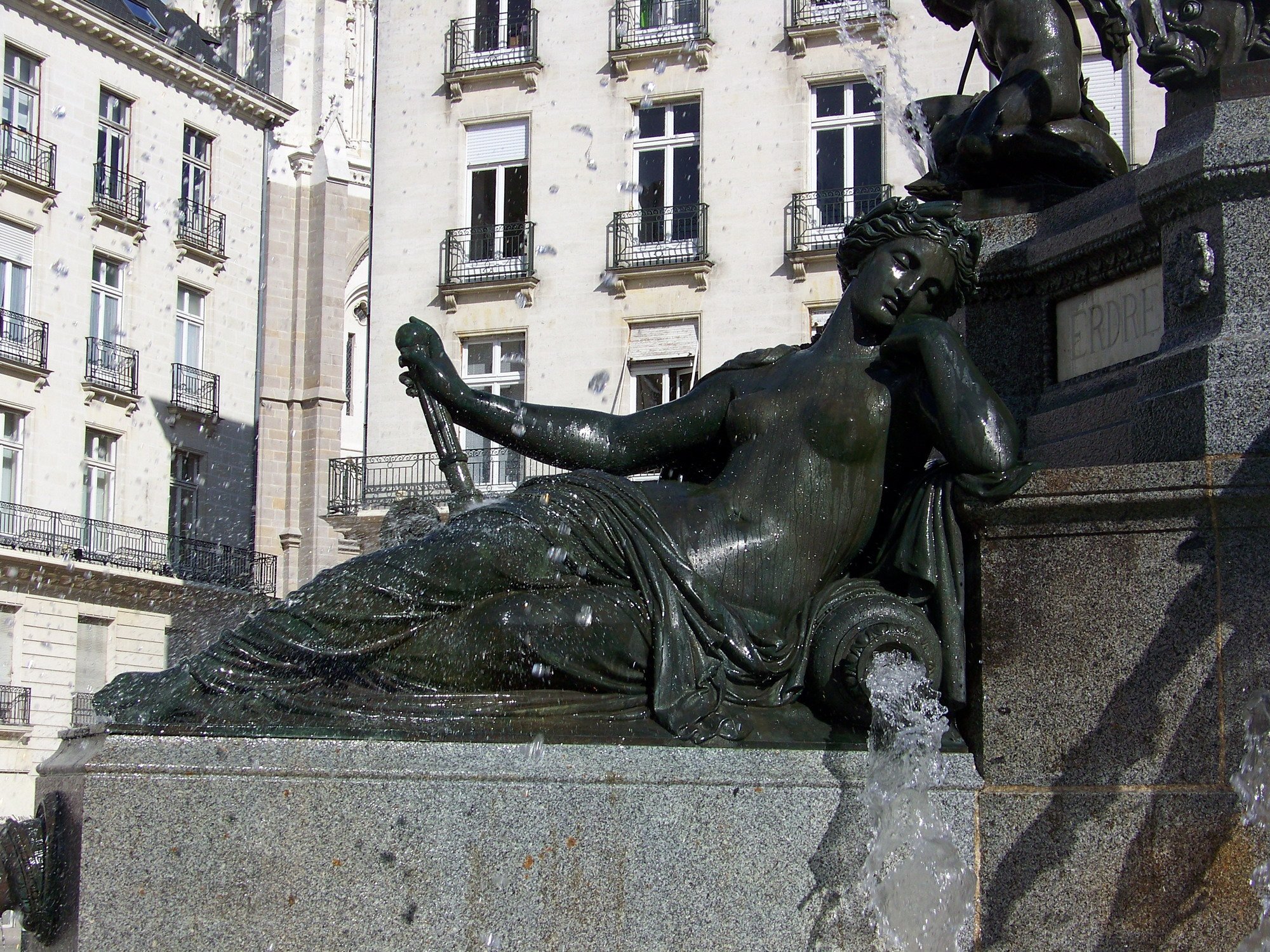
L'Erdre
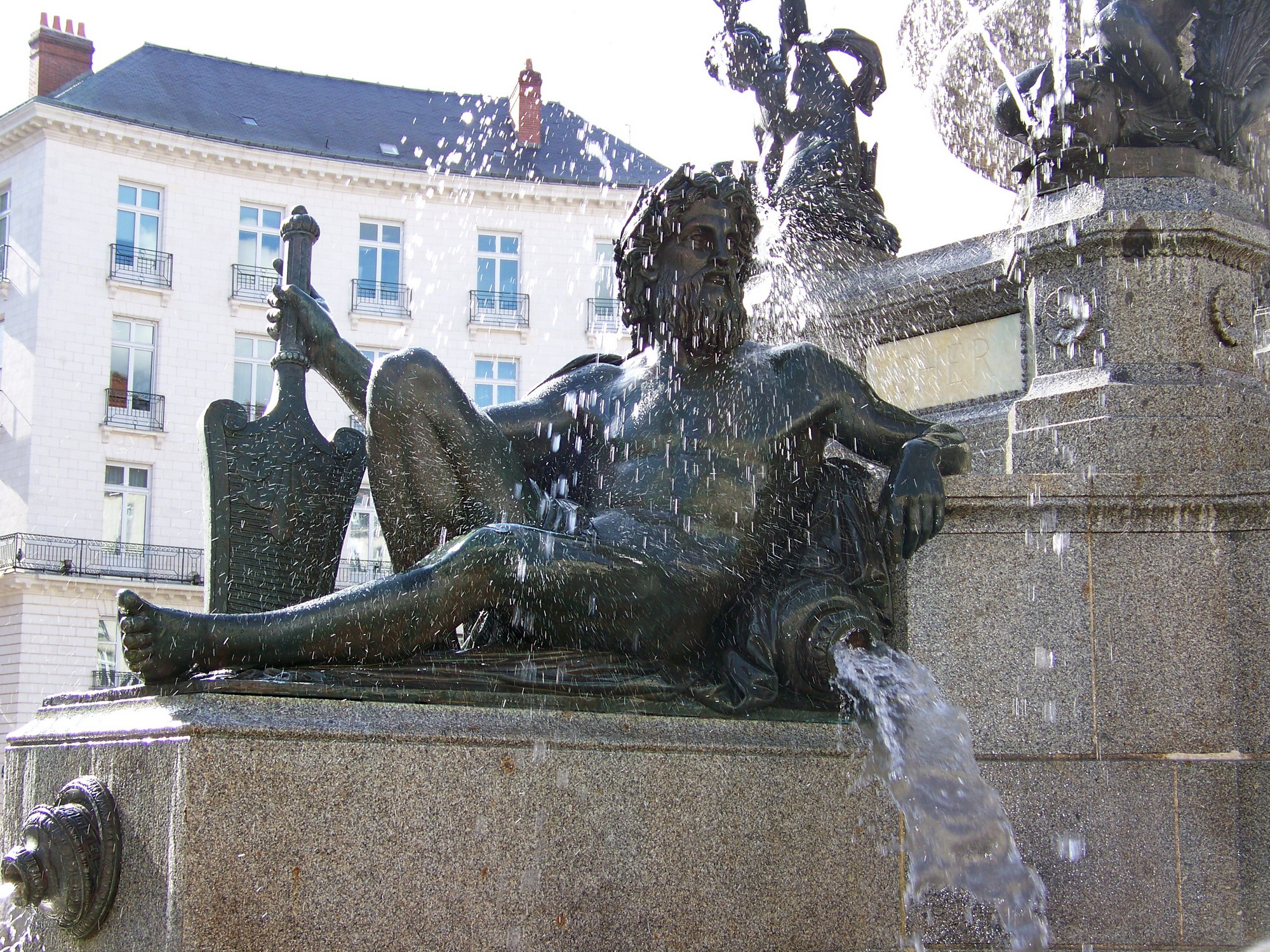
Le Cher
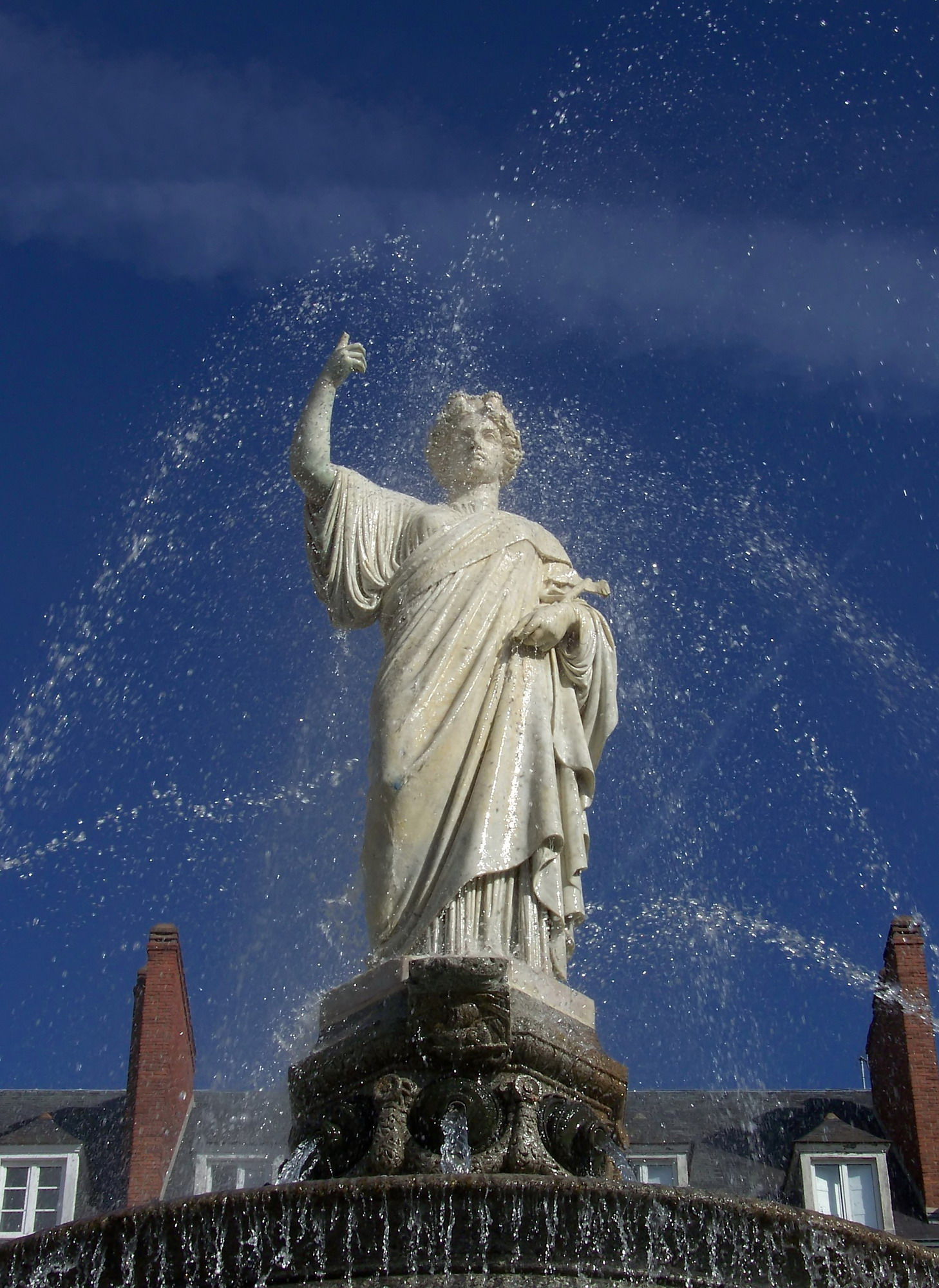
Nantes
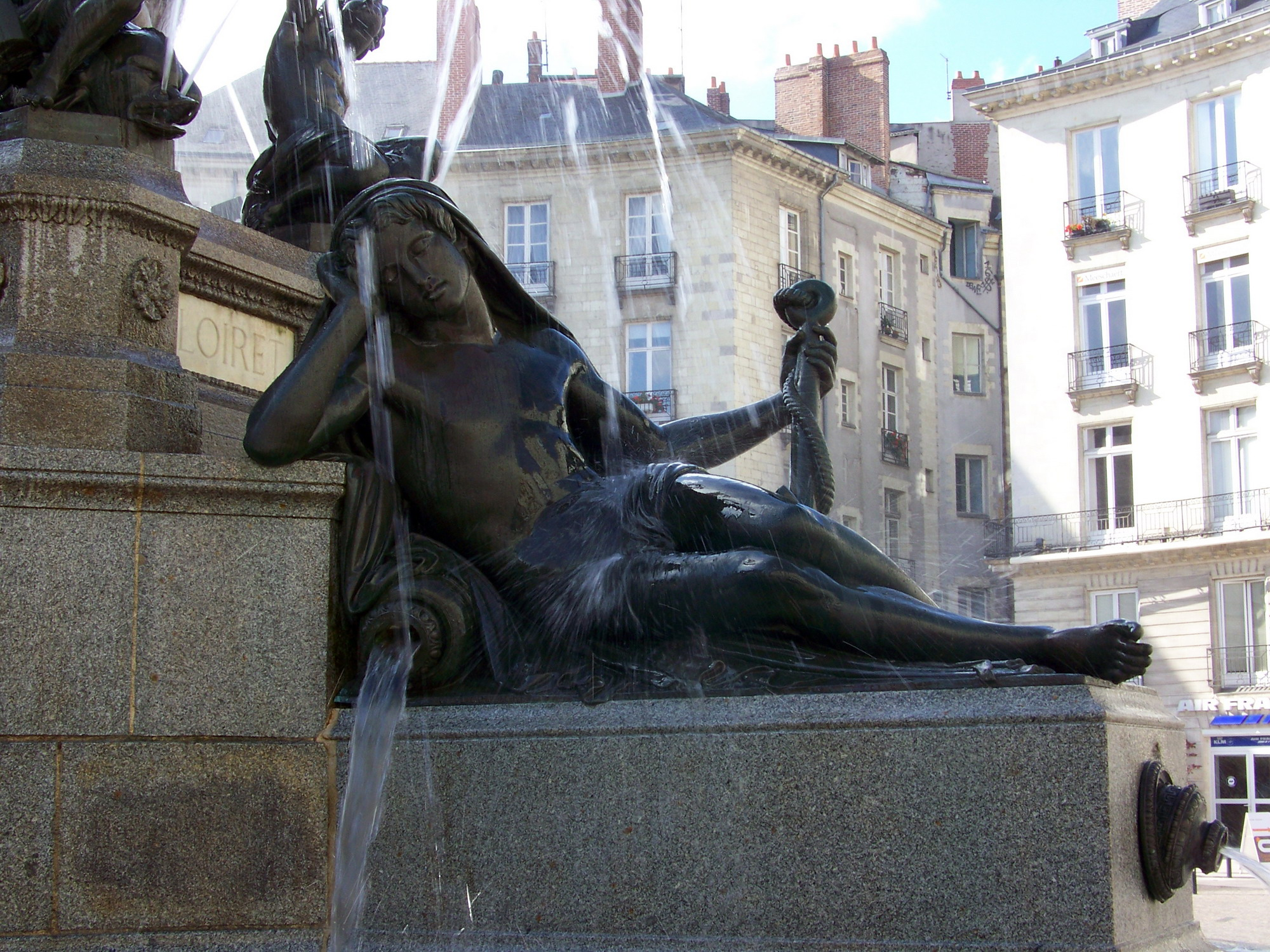
Le Loiret
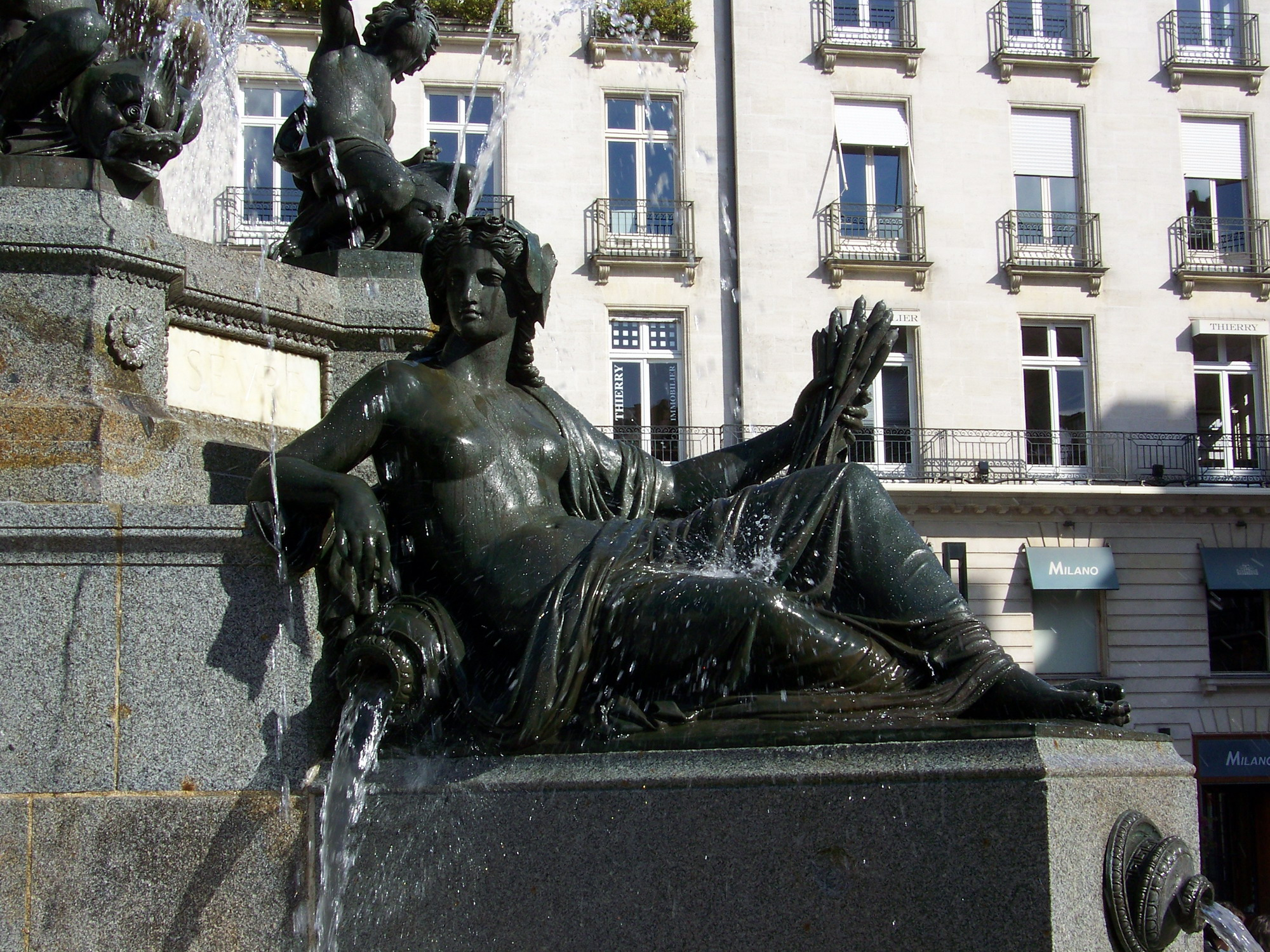
La Sèvre

## Historique

### Avant 1790
À l'origine, l'emplacement est occupé par un bastion avancé construit vers 1500 (ou « belouart fortifié »), défendant l'accès de la « porte Saint-Nicolas », elle-même percée dans l'enceinte de Pierre Ier de Bretagne, et reconstruite depuis 1444 (celle-ci s'ouvrait entre deux tours baptisées en l'honneur du baillistre et de son épouse : tour de Pierre de Bretagne, au nord, et tour d'Alix de Bretagne, au sud). L'architecte Pierre Vigné de Vigny, est le premier à devoir proposer un projet d'aménagement d'une place à cet endroit. Son plan, resté à l'état de projet, prévoit une esplanade couvrant la fortification. Ce bastion, entouré de fossés, est abattu en 1773, dans le but de favoriser la mise en œuvre du plan d'urbanisme proposé en 1766 et 1773 par Jean-Baptiste Ceineray, architecte-voyer de la ville. Celui-ci propose de créer une vaste place rectangulaire devant la nouvelle église Saint-Nicolas, destinée à remplacer l'existante, trop exiguë, afin d'étendre la place disponible pour l'accueil du marché journalier. Vers 1760, il a envisagé, semble-t-il, d'installer une salle de spectacle et une autre de concert au sud de la place, projet qui n'a pas abouti. En 1778, il propose un nouveau plan, où la place est un carrefour, sans symétrie des bâtiments, avec au centre une statue de Louis XVI.
Sur le boulevard Saint-Nicolas sont construites de nombreuses baraques et échoppes. En 1769, une partie des terres est donnée par Louis XV à sa nouvelle maîtresse, Madame du Barry. Le niveau du boulevard Saint-Nicolas est abaissé, les anciennes douves en partie comblées pour donner un accès vers la place du Bon-Pasteur, ce dont les habitants se plaignent, arguant que cela facilite l'accès des malfaiteurs. En 1784, une négociation aboutit à la cession des terrains de Madame du Barry à la ville de Nantes, contre le versement d'une très forte somme. La ville acquiert également les possessions de Jean-Joseph-Louis Graslin en 1789. La municipalité lance alors un programme d'urbanisme d'envergure.

### Aménagement du quartier par Crucy
La ville de Nantes fait appel à Mathurin Crucy, qui vient de succéder à Ceineray, pour dessiner le plan du quartier. Réalisé en 1786 à partir des ébauches de Ceineray, celui-ci pose les bases d'une refonte importante cette partie de la cité, articulée autour d'une place. Celle-ci est rectangulaire vers l'est, et en hémicycle vers l'ouest. La rue des Vieilles-Douves et la rue Saint-Julien sont créées, pour respecter la symétrie avec les ouvertures des rues de la Fosse et de Gorges. Autour de la place, les façades sont uniformes (architecture ordonnancées) : les bâtiments ont quatre étages, dont un entresol, un premier étage dont les ouvertures donnent sur un balcon, deux étages dotés de hautes fenêtres et un toit en ardoise percé de lucarnes,. Cet ensemble ordonnancé est caractéristique des places royales françaises.
Le plan de Crucy diffère des projets de Ceineray, l'aménagement du quartier Graslin conduisant à reproduire l'association d'un rectangle associé à un hémicycle adopté pour la place Graslin. Les immeubles sont des investissements locatifs. L'architecte répond à la demande en créant des bâtiments à la façade austère. Fonctionnels, avec un rez-de-chaussée et un entresol destinés à accueillir des commerces, ils respectent également la hiérarchie sociale : les ouvertures du dernier étage, destiné aux « petites gens », sont plus petites que celles des étages pour ménages aisés.
La porte Saint-Nicolas et ses deux tours sont démolies en 1790, les travaux prévus autour de la place achevés en 1794.
Lorsque le projet est lancé, l'esplanade existante s'appelle « place Saint-Nicolas ». Dans le projet de Crucy, la future place doit s'appeler « place Louis XVI », nom qu'elle porte entre 1789 et 1792. Mais la Révolution française rend cette dénomination caduque. Le lieu prend alors les noms de champ de la Liberté et champ de l'Égalité, ou place de l'Égalité jusqu'en 1806. 

Sous le Premier Empire elle devient place Impériale. À la Restauration, elle ne peut retrouver son nom initial : en effet, c'est la place d'Armes, au milieu de laquelle se dresse une des rares statues de Louis XVI, qui prend le nom de ce roi. Entre 1814, la place Impériale est rebaptisée place Royale. La Révolution de 1848 entraîne un nouveau changement, la place de l'Égalité est de nouveau dans l'air du temps en 1849. Finalement, en 1852, la place Royale prend son nom définitif,. Elle n'a pourtant jamais abrité de statue de monarque, ce qui la distingue des autres places Royale en France.

### Construction de la fontaine

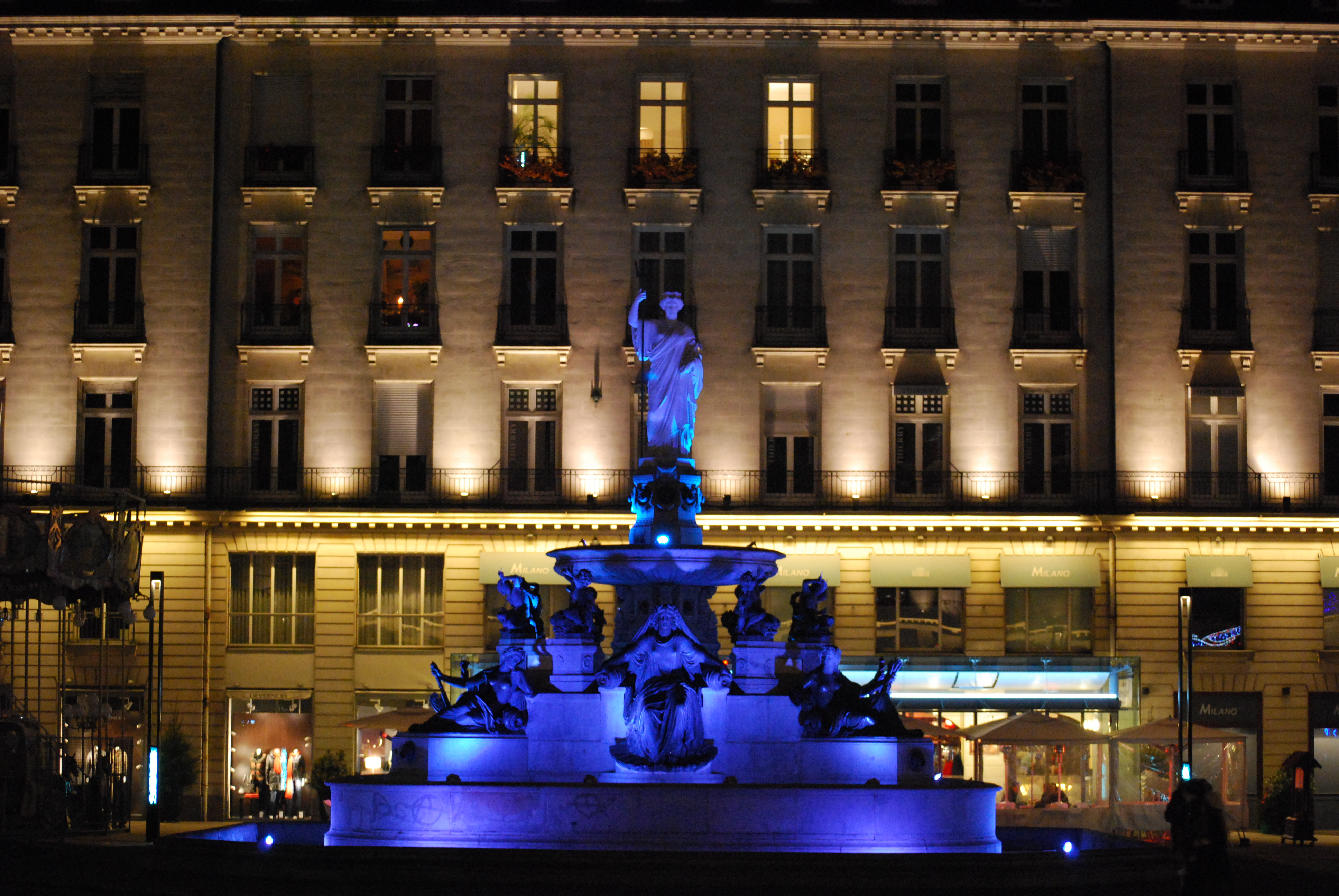
La place Royale de nuit (éclairage à LEDs) en 2009.

#### Absence de fontaine monumentale à Nantes
En 1567, un dénommé Cardin Vallence, fontainier de Tours, échange avec la mairie de Nantes au sujet de la construction d'une fontaine publique, ce qui est pour la ville le plus ancien projet de ce type dont une trace écrite existe. Mais, engagé pour des travaux au château de Chenonceau, Cardin Vallence renonce et le projet n'est pas concrétisé. D'autres suivent, concernant plusieurs emplacements, mais sans résultat, et à la fin du XVIIIe siècle il n'y a toujours pas de fontaine monumentale à Nantes.

#### Premiers projets
Après les travaux de terrassement de la place Royale se pose le problème de son aménagement. Le conseil municipal du 3 octobre 1791 évoque la nécessité de déblayer « les pierres qui y sont empilées provenant de la démolition du cavalier (bastion fortifié) qui existait sur cette place ». Mathurin Crucy propose, pour répondre aux besoins de l'armée, la création d'un corps de garde, et dessine également une fontaine : une statue de femme, drapée à l'antique, apparaît dans une niche reprenant le schéma rectangle/hémicycle, à la verticale cette fois. Un vote entérine la décision de construire un corps de gardes nationaux et une fontaine en remplacement du puits situé antérieurement sur le parvis de l'église Saint-Nicolas toute proche, aujourd'hui dénommé place Félix-Fournier. Le projet est pourtant abandonné. En mars 1837, la ville lance un appel d’offres auquel répond l'ingénieur des Ponts Auguste Jegou, le 31 juillet 1837 ; son projet de distribution des eaux de la Loire prévoit l'installation de 294 bornes-fontaines et de fontaines monumentales sur les places et promenades nantaises. Le projet n'est pas retenu.

#### Projet d'Henri Driollet

Détails de la fontaine
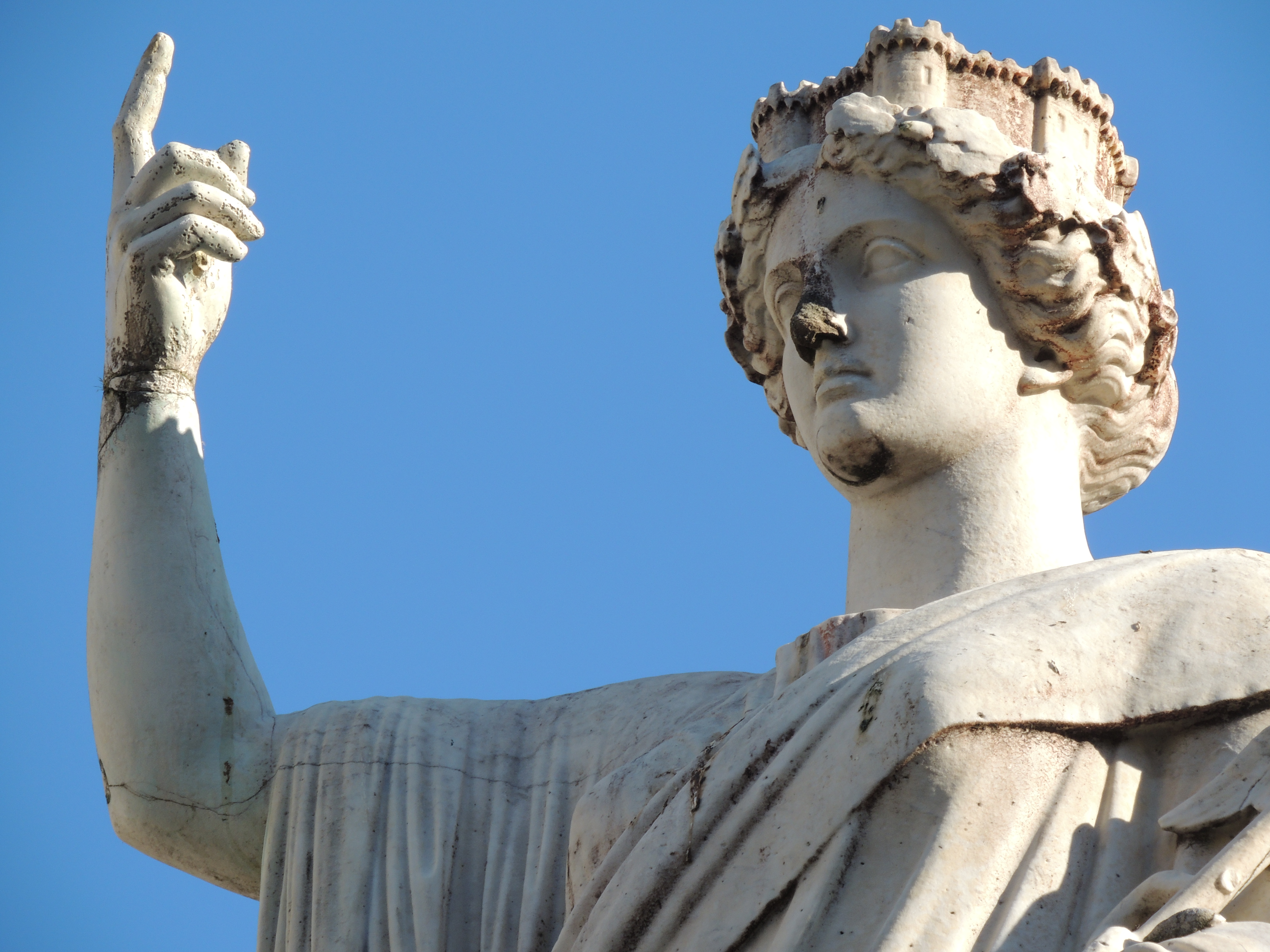
Tête et bras de la statue représentant Nantes.
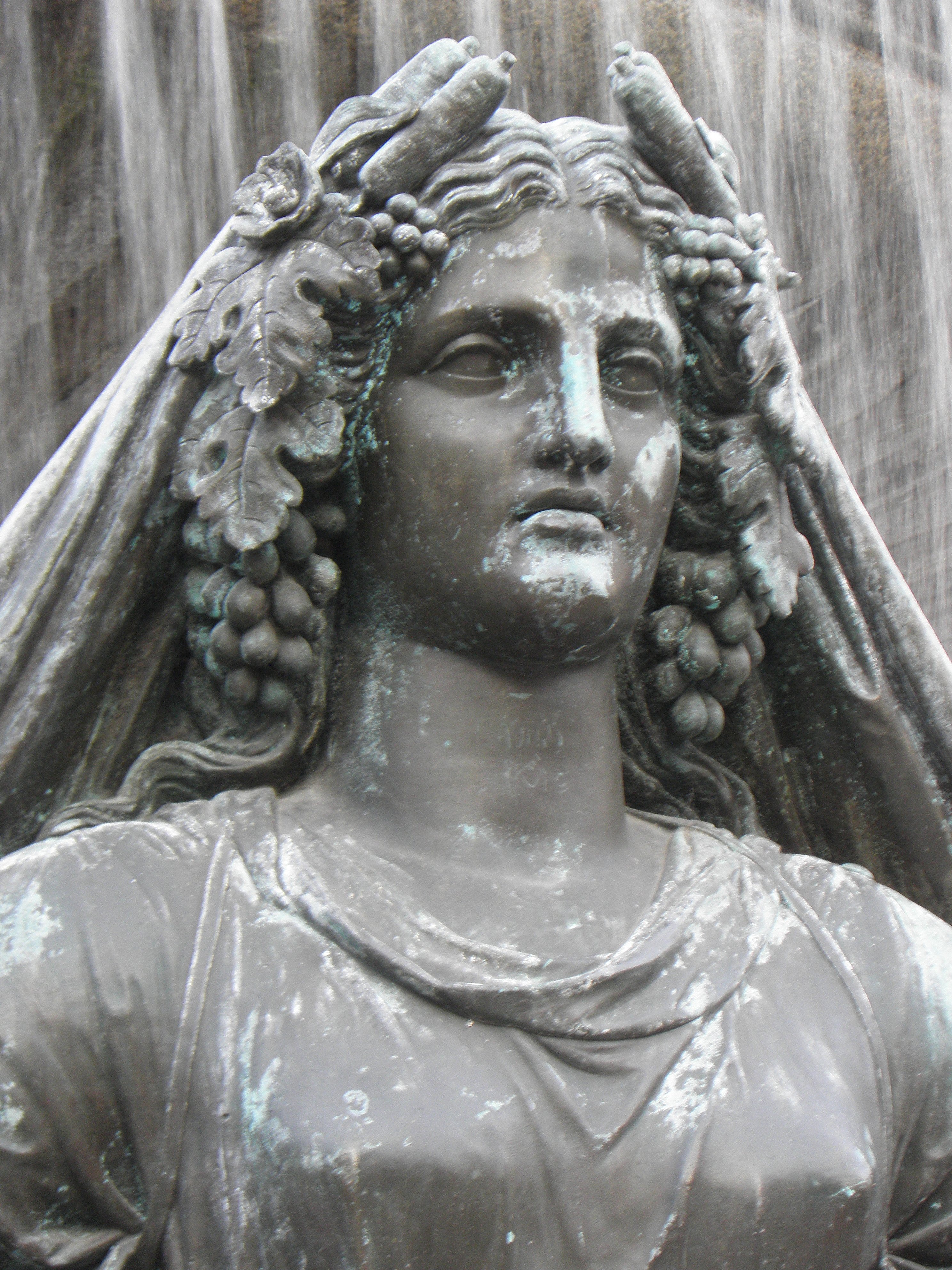
Tête de la statue représentant la Loire.
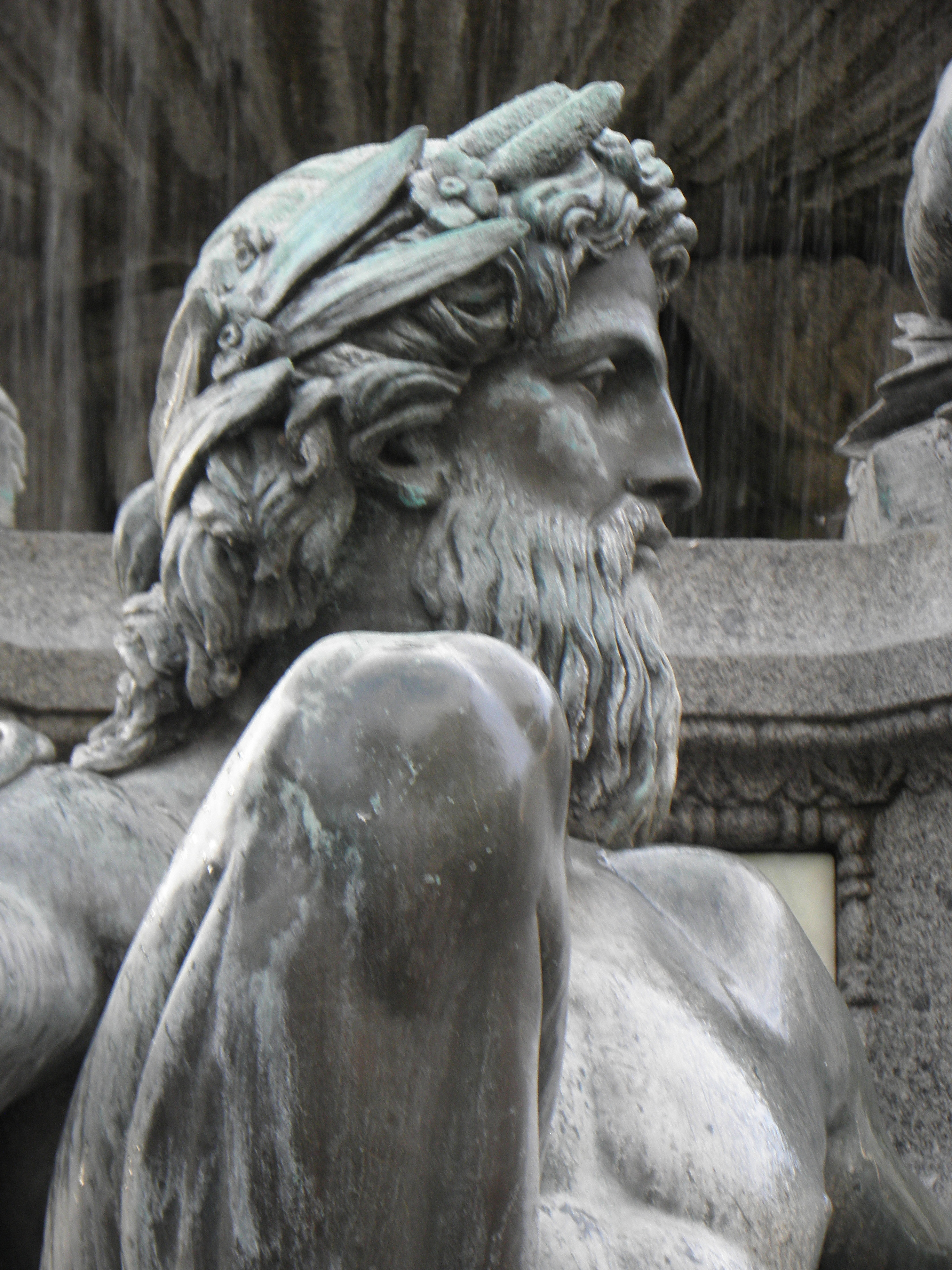
Tête de la statue représentant le Cher.
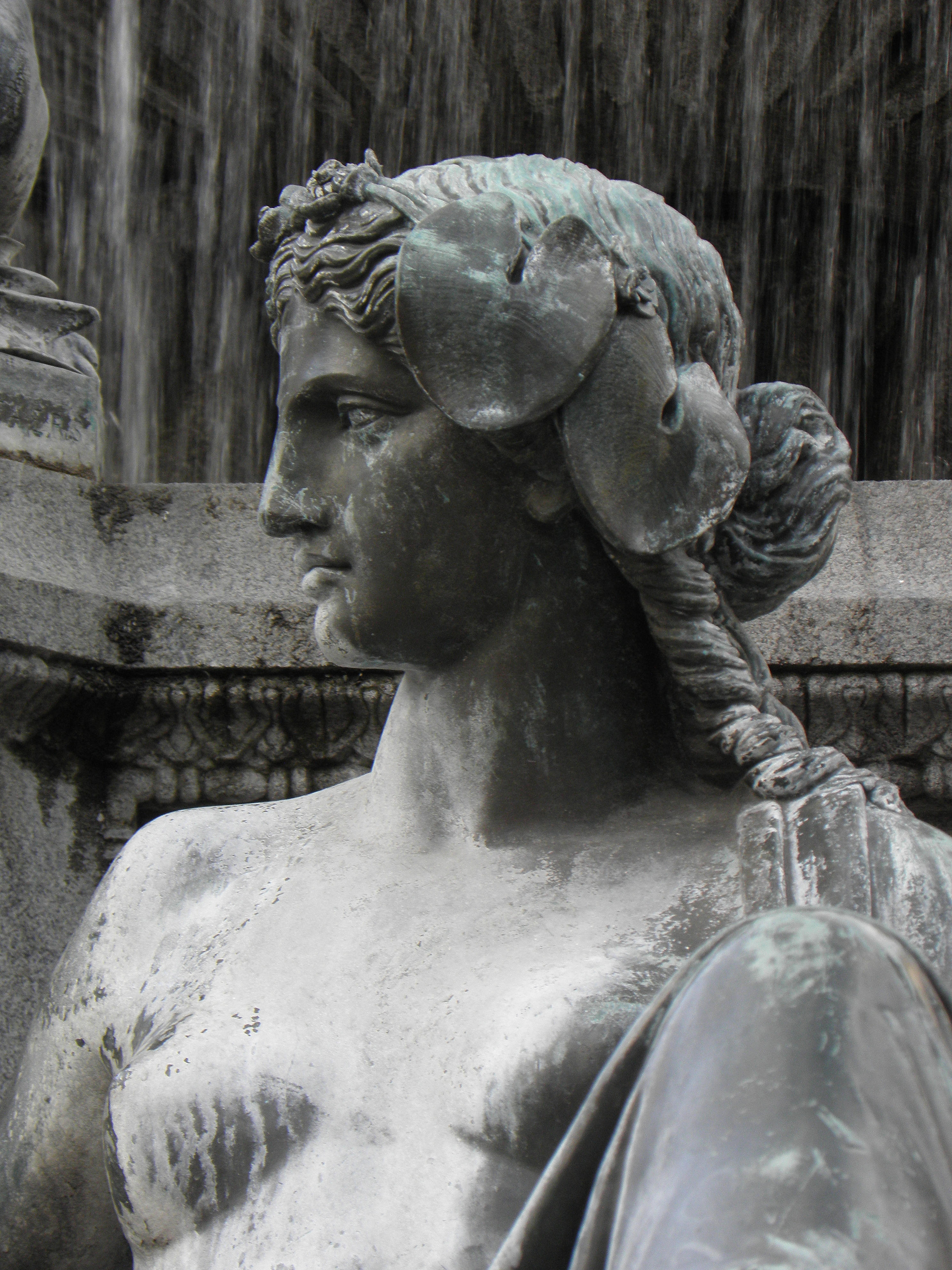
Tête de la statue représentant la Sèvre.
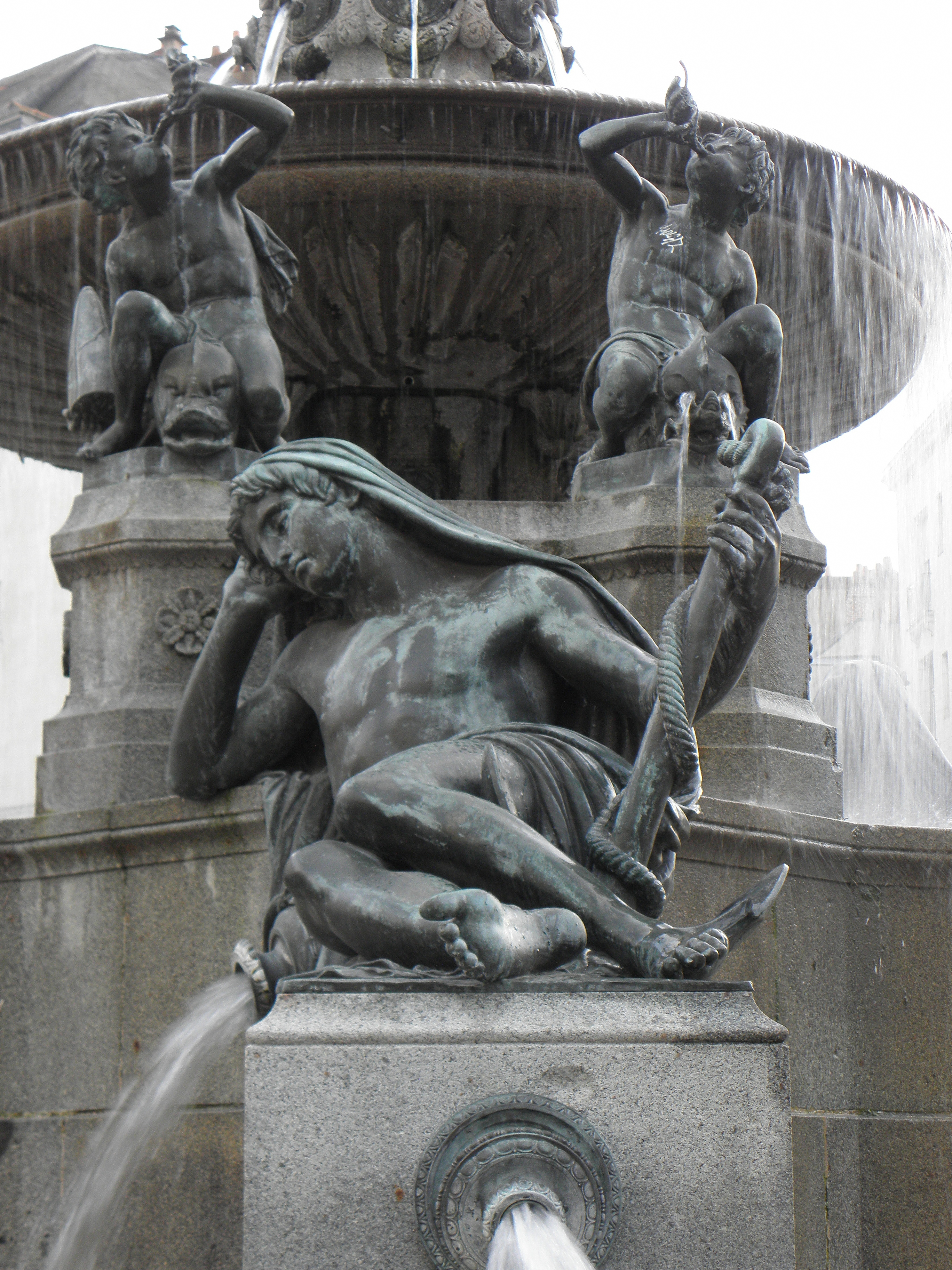
Statue représentant le Loiret.
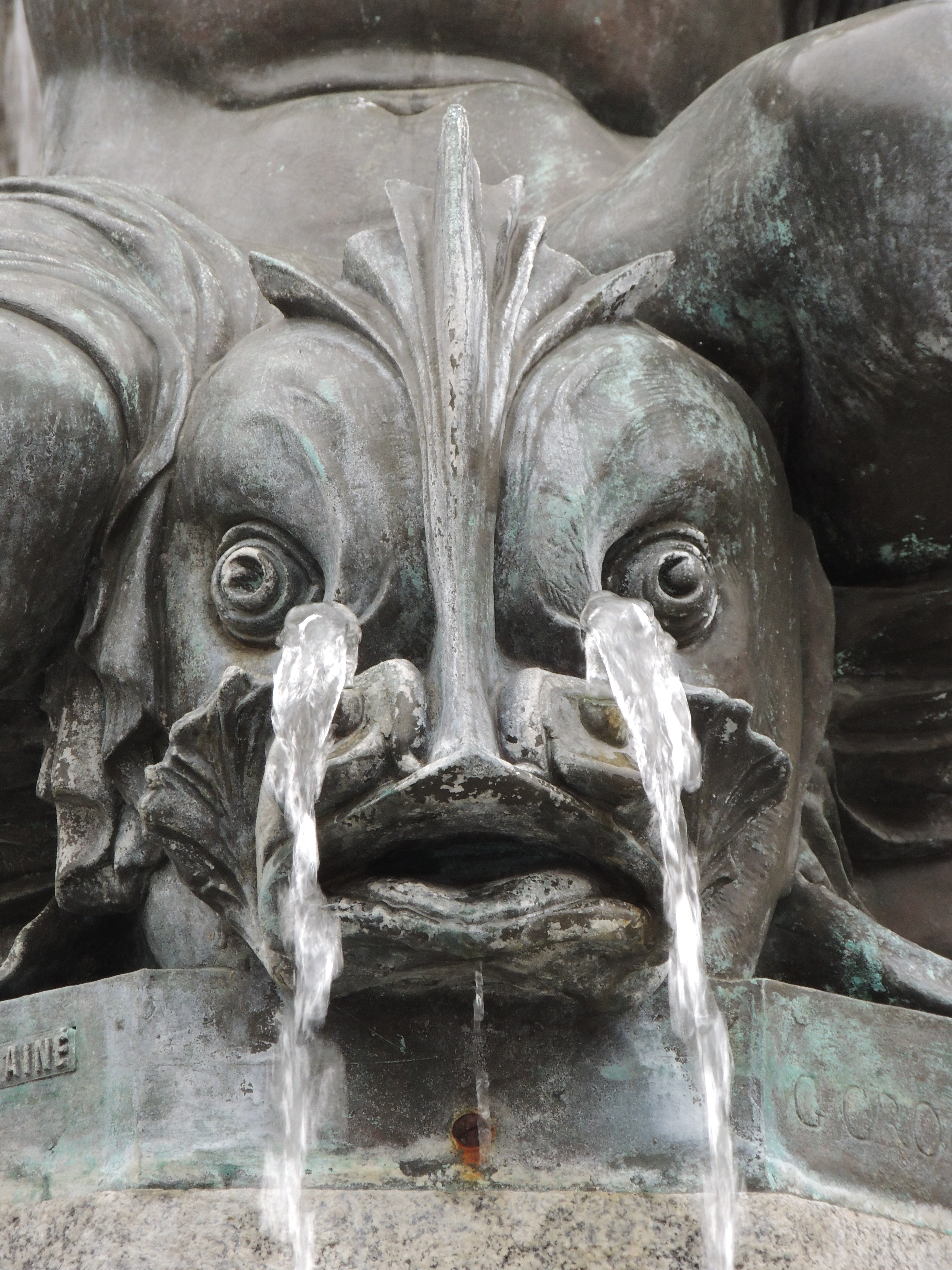
Dauphin stylisé (monstre marin).
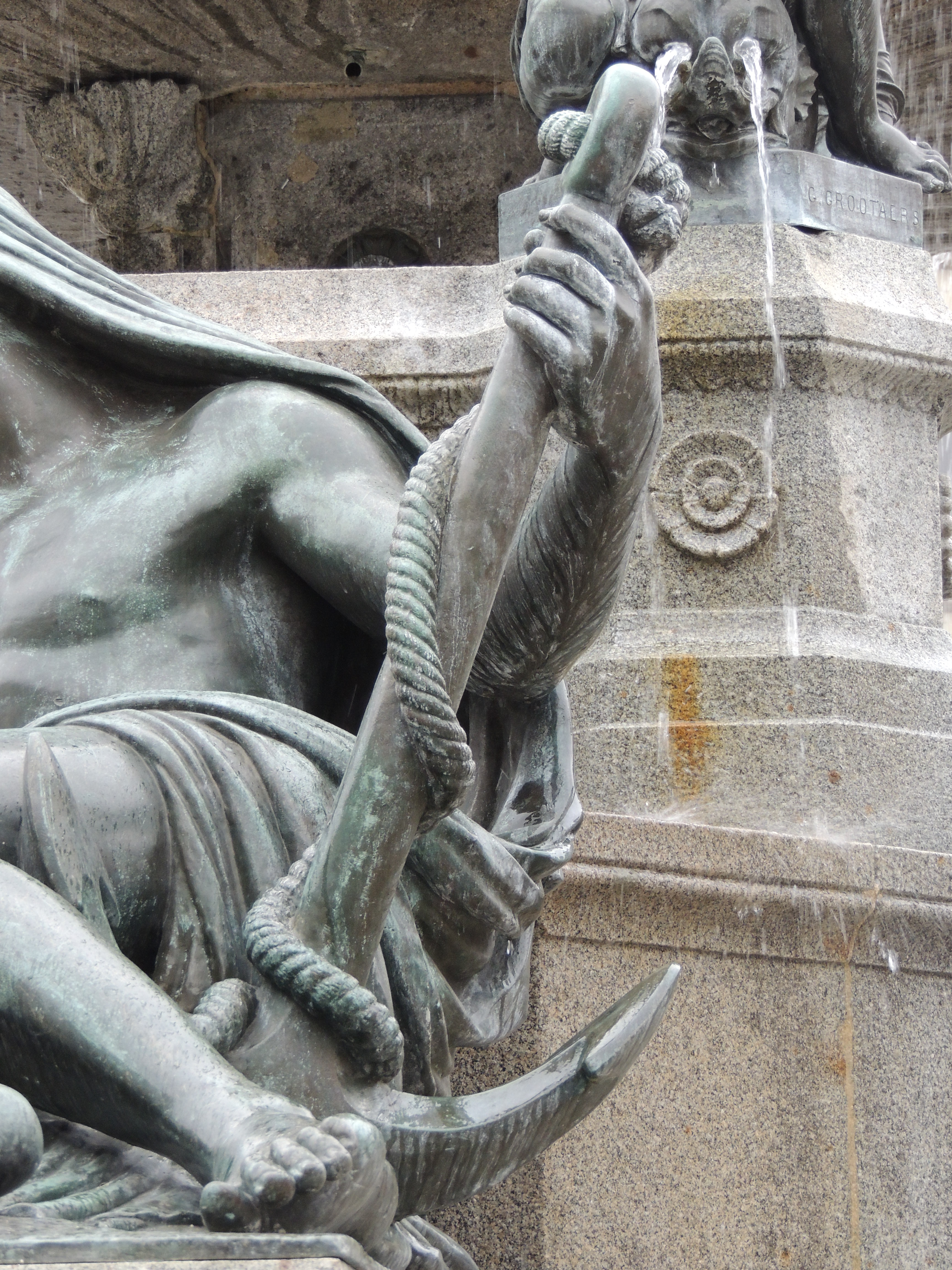
Attribut symbolique du Loiret, une ancre de marine.
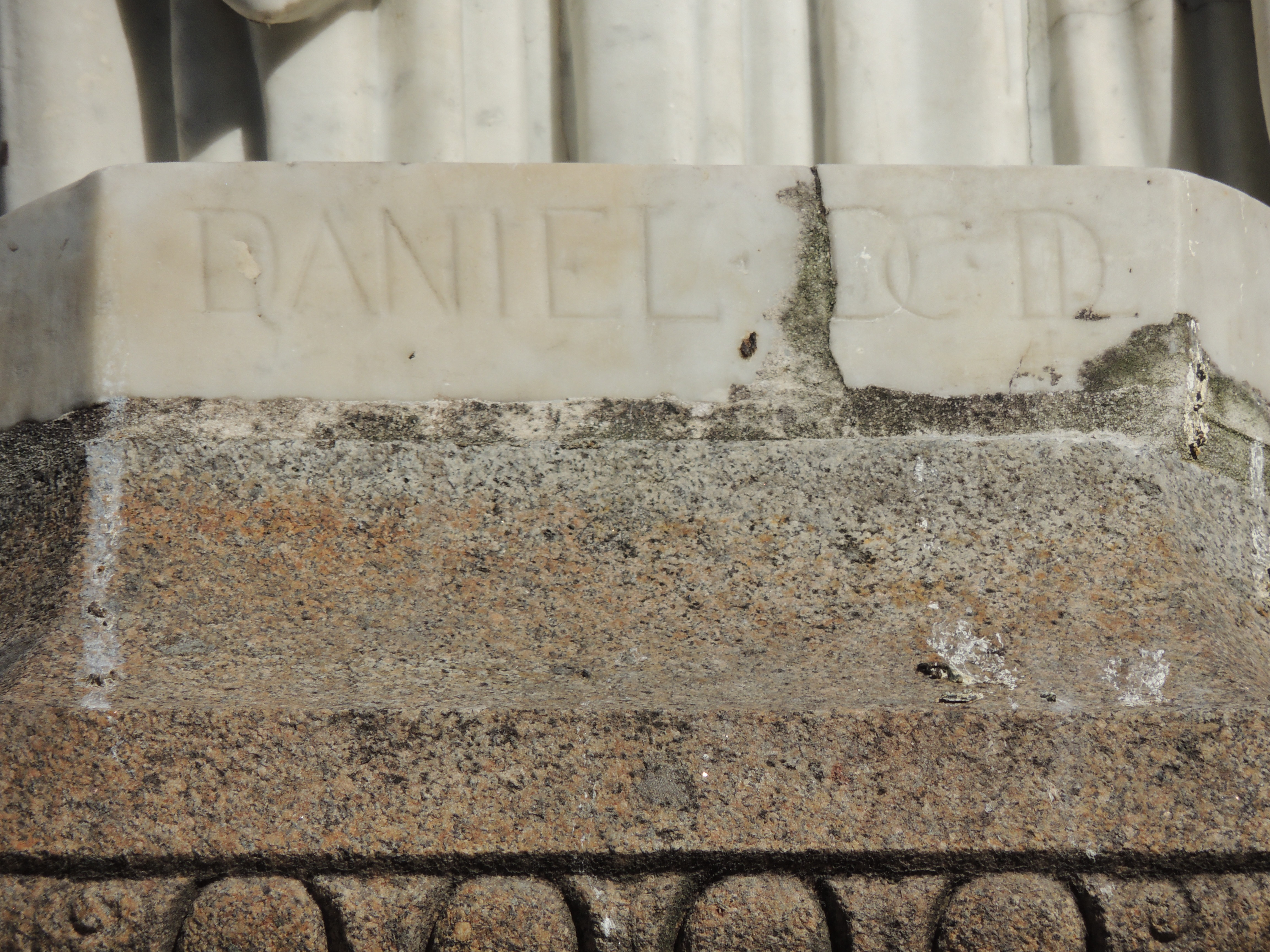
Signature de Daniel Ducommun du Locle sur le socle de la statue représentant Nantes.
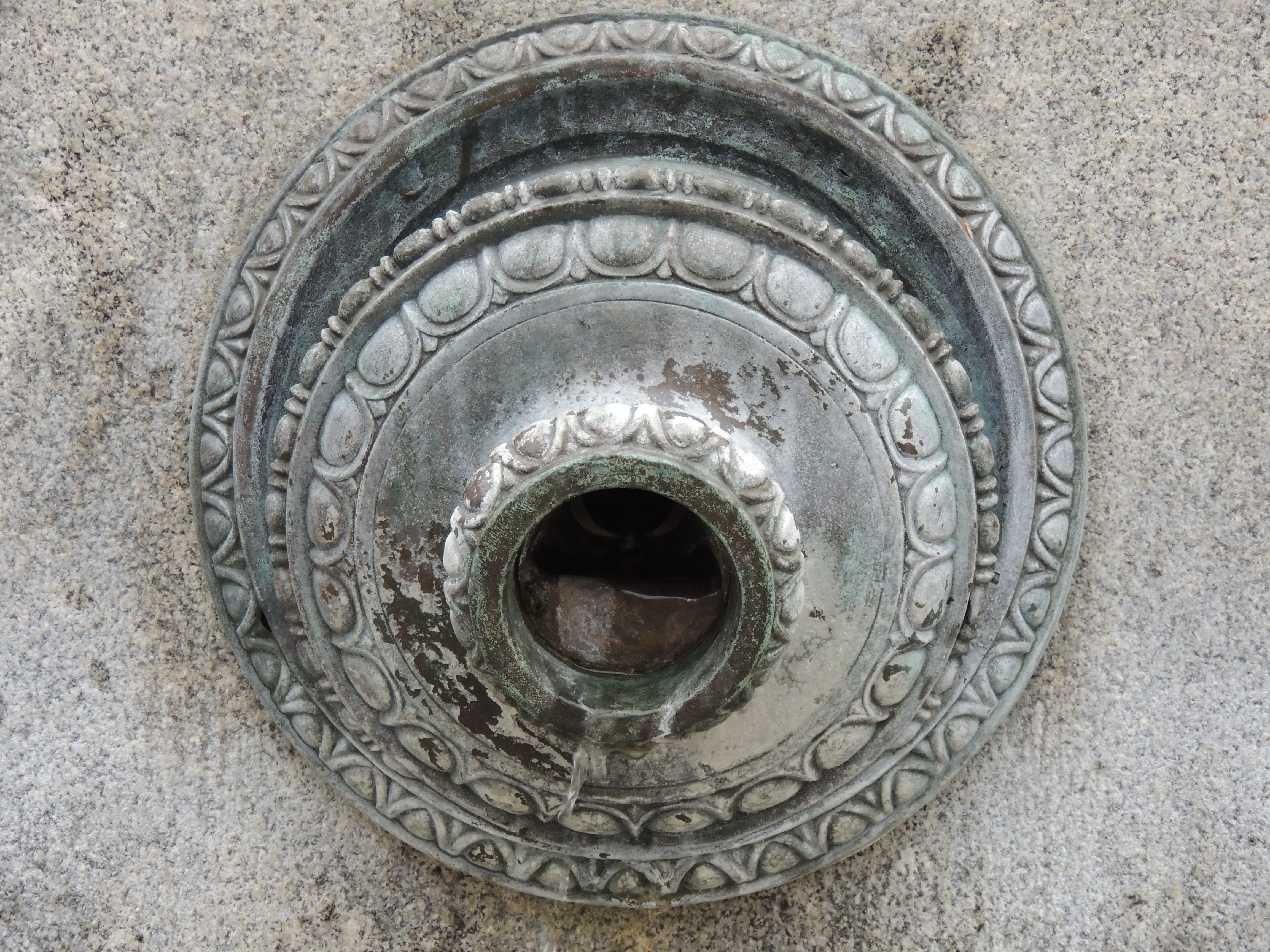
Déversoir entre deux bassins.

##### Première proposition
Le 27 avril 1849, Henri-Théodore Driollet, architecte en chef de la ville, présente un projet de fontaine monumentale dominant une place remaniée. Cette place porte alors le nom de « place de l'Égalité ». Le plan prévoit de larges trottoirs agrémentés de bancs en pierre autour de la place. Il propose de refaire le nivellement de l'esplanade et de la doter d'un nouveau pavage. La pièce maîtresse du projet est une fontaine monumentale en fonte. Driollet apporte un soin particulier à l'éclairage puisqu'il prévoit « deux ceintures de candélabres ». Cette proposition est appréciée par le conseil municipal, mais se heurte à un obstacle de taille : l'absence de service d'eau pour alimenter la fontaine. L'idée est donc reportée.

##### Deuxième proposition
Driollet propose alors, pour remplacer la fontaine, un aménagement central constitué d'arbustes fleuris. Le conseil municipal apporte des modifications à la proposition, que la commission des travaux publics amende à son tour, en suggérant l'installation d'un « grand candélabre monumental réunissant vingt-quatre lanternes en un seul faisceau lumineux ». Présentée en février 1851, cette version n'est pas acceptée par le conseil.

##### Troisième proposition

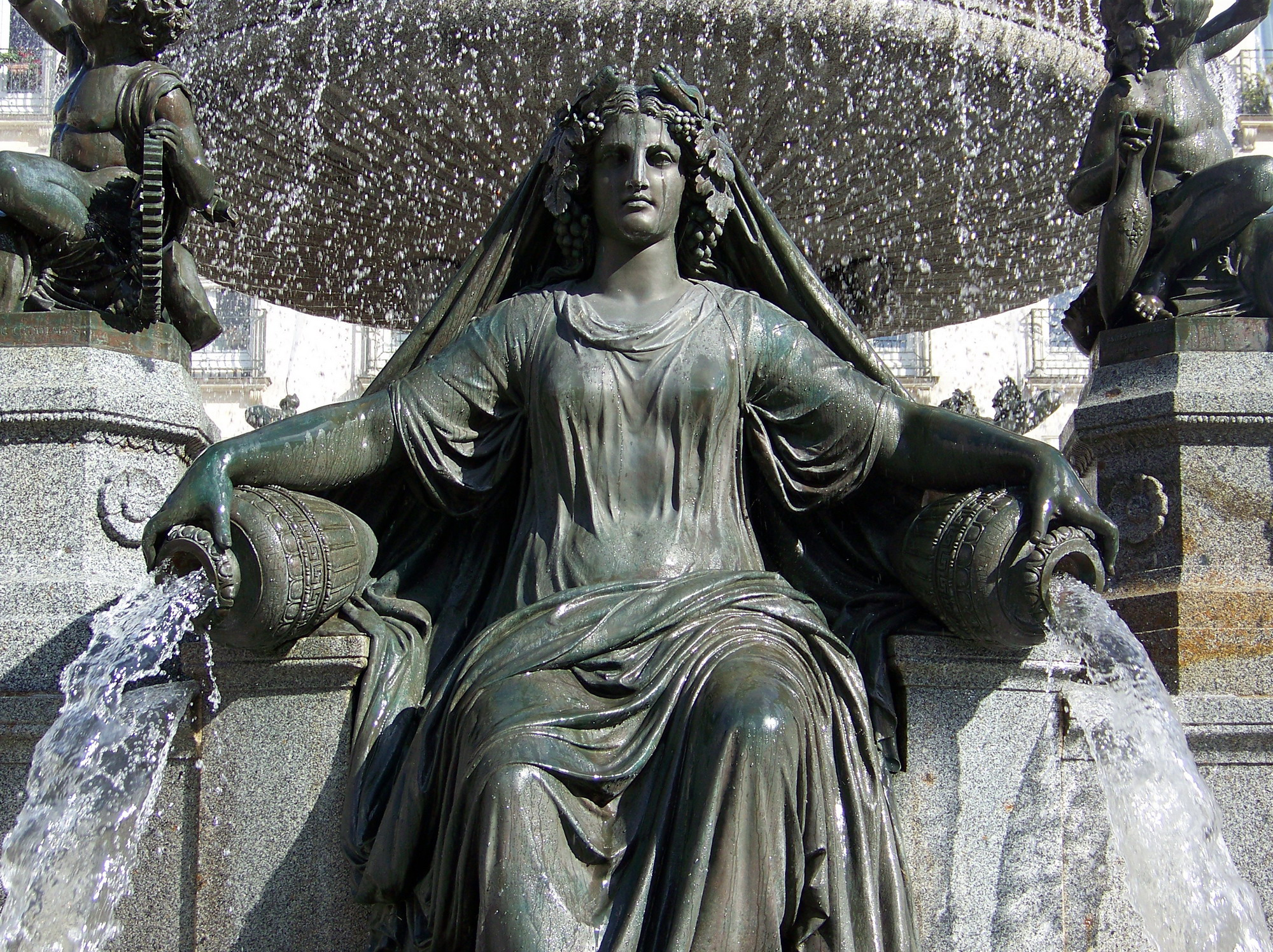
Statue allégorique de la Loire.

En 1852, Daniel Du Commun Du Locle s'associe à Henri Driollet pour proposer de nouveau une fontaine ornée de statues. Autour de celle symbolisant Nantes, Driollet prévoit d'installer celles de la Loire, de l'Erdre et de la Sèvre. Ces statues sont des nymphes portant chacune une urne d'où s'échappe l'eau. Des sculptures représentant huit génies assis sur des dauphins jetant de l’eau symbolisent les principales activités industrielles et commerciales de Nantes.

##### Oppositions et modifications

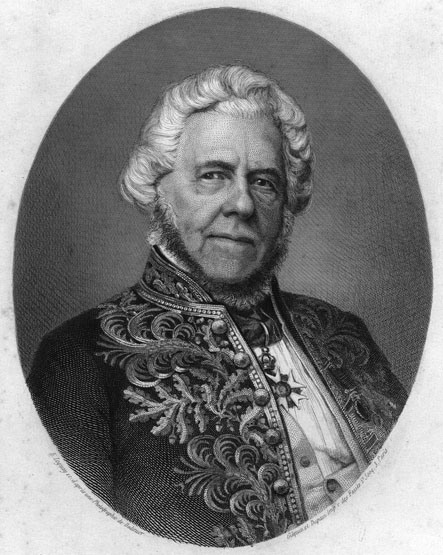
C'est sous la magistrature de Ferdinand Favre qu'est conçue et construite la fontaine, qu'il inaugure en 1865.

En 1854, Henri Driollet et le statuaire Daniel Ducommun du Locle insistent pour que leur projet soit accepté. Ils entament une longue période de négociations. Le 24 mars 1857, la commission départementale des bâtiments civils émet un avis globalement favorable. Seule la statue représentant la Loire est l'objet de critiques. Certains membres de la commission proposent sa suppression pure et simple, ou qu'elle remplace la statue de Nantes jugée banale. Tous souhaitent voir la statue moins dénudée.
Le 28 septembre 1859, c'est l'évêque de Nantes, Mgr Jaquemet, qui s'inquiète du projet qui contiendrait « un monument en opposition avec les sentiments religieux de la population ou avec les règles de la morale publique ». C'est le maire en personne, Ferdinand Favre, qui le rassure, certifiant qu'il a lui-même obtenu de Daniel Ducommun du Locle que sa statue représente une femme vêtue.

##### Réalisation

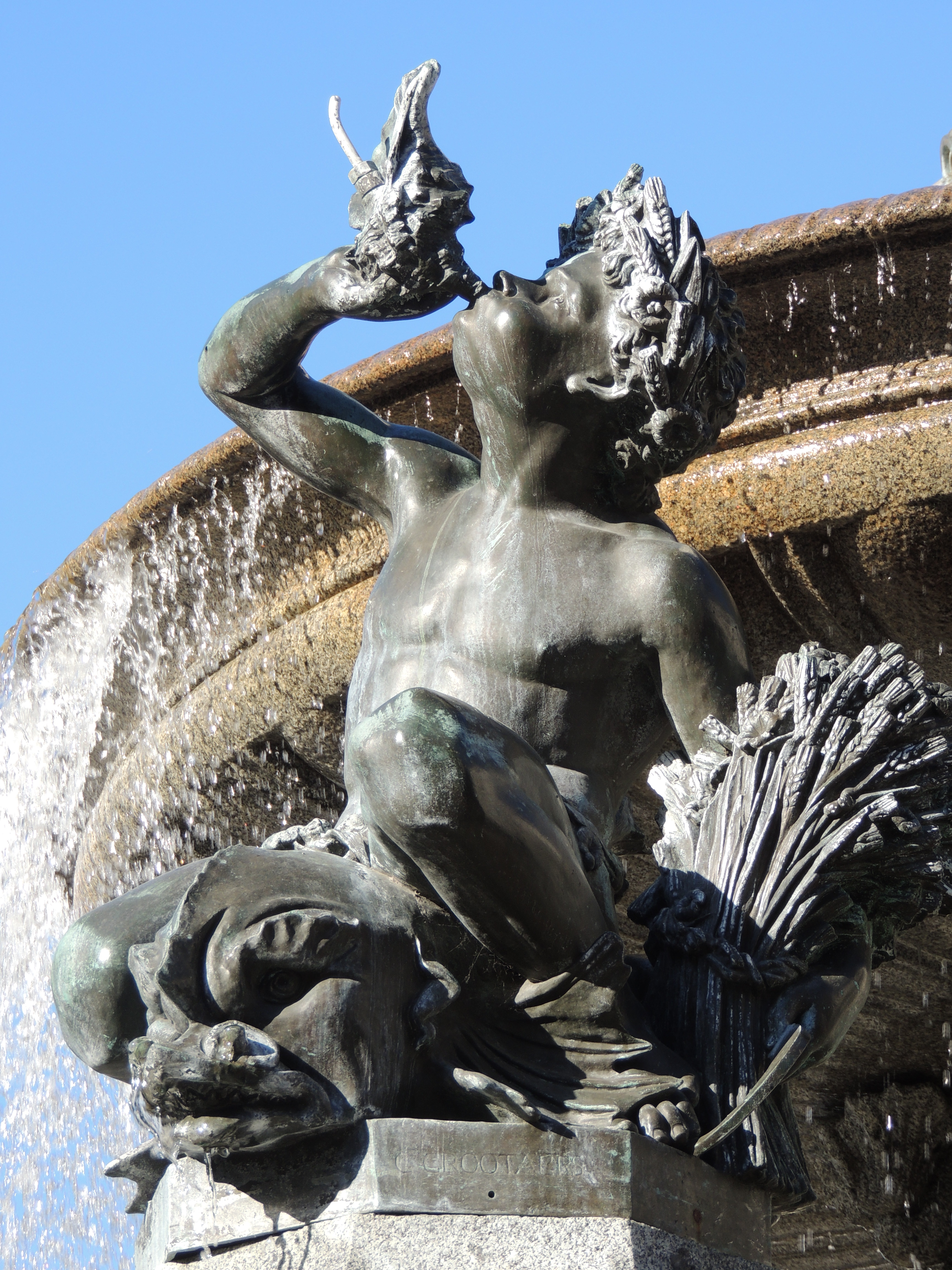
Un des huit génies de l'industrie ; le socle porte la signature de Guillaume Grootaërs.

En 1861, le projet prend sa forme définitive. Il prévoit que les statues seront en bronze, et non plus en fonte. Le granit bleu nécessaire à la construction est acheminé depuis Cuguen (Ille-et-Vilaine). Pesant environ 30 tonnes, elle est convoyée sur un traîneau tracté par vingt chevaux. La vasque est installée le 4 avril 1861. L'exécution de la statuaire en bronze à partir des œuvres de Daniel Ducommun du Locle et Guillaume Grootaërs est confiée au fondeur Jean-Simon Voruz, qui les coule au fur et à mesure de leur création. Henri Driollet, l'architecte du projet, meurt en 1863. En 1864, une fontaine existe, entourée de grilles, mais sans statues. Le monument définitif est inauguré le 16 mars 1865 par le sénateur-maire Ferdinand Favre, qui commence ainsi son discours : 

« C'est chose fréquente en France que l'inauguration d'une fontaine publique au milieu d'un grand centre de population. Et pourtant, c'est chose nouvelle pour nous qui, au sein de notre vieille cité, baignée par un grand fleuve et deux rivières, inaugurons sur l'une de nos principales places notre première fontaine monumentale… »

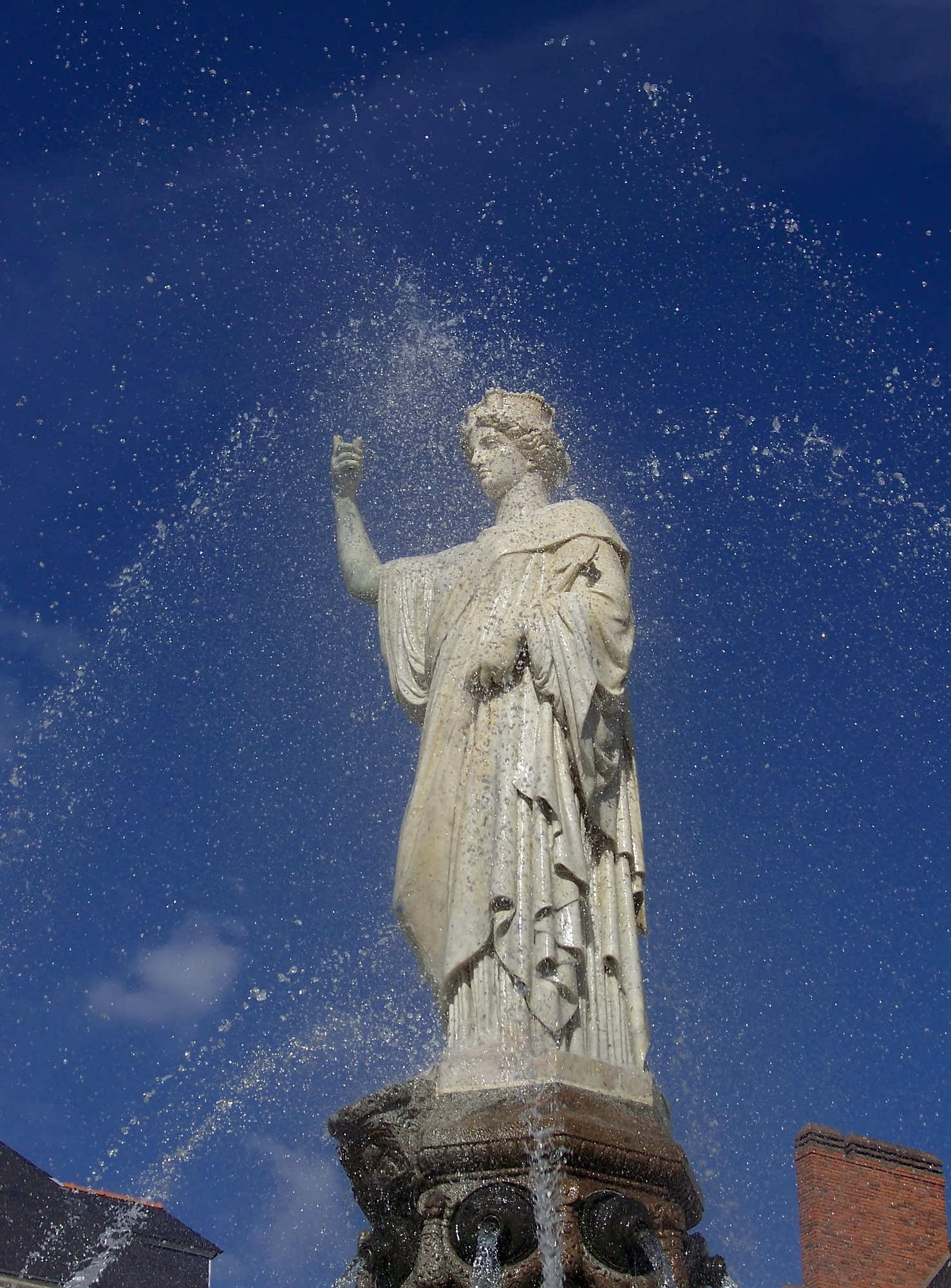
Statue allégorique de la ville de Nantes au sommet de la fontaine

La presse, notamment Le Phare de la Loire, ironise sur l'excessive pudibonderie de l'œuvre. La statue de la Loire est surnommée « Mme Jacquemet », sarcasme à destination de l'évêque qui s'était ému du caractère supposé indécent du projet initial.

### La place de la Révolution à la Seconde Guerre mondiale
Lors de la Révolution, le 26 août 1792, un arbre de la liberté est planté sur la « ci-devant place Louis XVI », ou « champ de l'Égalité ». L'évêque constitutionnel Julien Minée prononce un discours à cette occasion. Le 28 nivôse an II (17 janvier 1794), un cortège qui parcourt la ville parvient sur la « place Égalité », où a été édifié pour l'occasion un arc de triomphe temporaire. Le monument, érigé grâce à une collecte de la garde nationale, présente trois statues, dont une représente l'« Égalité ». Un cortège défile sous l'arche. Parmi les emblèmes arborés, des piques, portées par 98 citoyens, portent le nom des 98 départements français. La place est déjà un lieu symbolique de la ville. Lorsque Charette est capturé lors de la guerre de Vendée, les autorités révolutionnaires choisissent d'exposer le vaincu aux yeux de la foule. Conduit à Nantes, le général vendéen est obligé de traverser la ville à pieds, sous escorte armée, pour se rendre à son lieu de jugement. Depuis la Fosse jusqu'à la « rue de la Casserie » (devenue rues Basse et Rue Haute-Casserie), le parcours choisi n'est pas le plus court, mais comprend les artères parmi les plus récentes et spacieuses de la ville : la rue Jean-Jacques-Rousseau, la « place Balanche » (devenue place Graslin), la rue Crébillon et la « place de l'Égalité ».
Le dernier bâtiment entourant l'esplanade est achevé en 1845.
Le 26 février 1848, l'annonce de la Révolution est faite, par une « Commission démocratique » dont font partie Benjamin Clemenceau, Ange Guépin et Victor Mangin. Une foule enthousiaste se retrouve place Royale, avant de partir en manifestation dans les rues de Nantes, puis de revenir place Royale. La même année, le départ des Polonais de Nantes pour combattre pour l'indépendance de la Pologne, est l'occasion d'une cérémonie sur la place, le 11 avril 1848. La cause polonaise est très populaire, notamment dans les milieux « progressistes » et dans le mouvement ouvrier. Le jour de la cérémonie, les ateliers nationaux se vident, les ouvriers venant acclamer les patriotes polonais, et accessoirement assister à l'inauguration d'un « arbre de la Liberté », comme en 1792.
En 1852, la place est une des premières voies nantaises à être équipées de lanternes alimentées au gaz.
Au début du XXe siècle, la modification de l'apparence des façades au rez-de-chaussée et à l'entresol est autorisée. Les pompiers de la ville, qui ne disposent alors pas de caserne, se rassemblent sur la place le dimanche matin, avant de partir en revue.
Le départ de la 6e et dernière étape du premier Tour de France, en 1903, est donné sur la place, devant la brasserie « le Continental ».

### Restauration après la Seconde Guerre mondiale
Le bombardement du 16 septembre 1943 ravage l'esplanade (tout comme la rue du Calvaire et la basilique Saint-Nicolas qui sont voisines), détruisant huit des neuf immeubles qui entourent la place. Il est décidé après-guerre de la reconstruire à l'identique, sous la direction de l'architecte en chef Michel Roux-Spitz.
Les immeubles sont reconstruits, cette fois-ci en béton, légèrement en retrait par rapport à leurs anciens alignements. Ils comportent cependant quelques modifications telles que l'agrandissement des fenêtres et des lucarnes, ou encore l'accès aux immeubles, qui s'effectue désormais à l'arrière (l'entrée de ceux se trouvant à l'est de la place se fait, par exemple, rue Du Couëdic) pour privilégier les commerces côté place. Ce faisant, cette dernière, dotée de larges trottoirs, est agrandie pour faciliter la circulation.
Devant le coût de la restauration de la fontaine centrale, la nécessité de la conserver est sérieusement remise en cause. Par exemple M. Noël, directeur du magasin « Au Grand bon marché », propose de la raser pour permettre l'aménagement d'un parc de stationnement automobile sur la place. Mais, considérant l'attachement des Nantais à ce monument, la municipalité obtient de la « Commission régionale des dommages de guerre » qu'elle accepte de financer la réfection du bassin de granit, tandis que la restauration des éléments sculpturaux considérés comme somptuaires reste à la charge de la ville. Les travaux sont effectués en 1961.
En 1960, la place sert de décor extérieur au film Lola (1961) de Jacques Demy.
Rebaptisée — temporairement — « place du Peuple » en mai 68, la place Royale est associée à tous les mouvements sociaux et événements d'ampleur.
La place fait partie d'un secteur sauvegardé déclaré en 1972, confirmé en 1998.

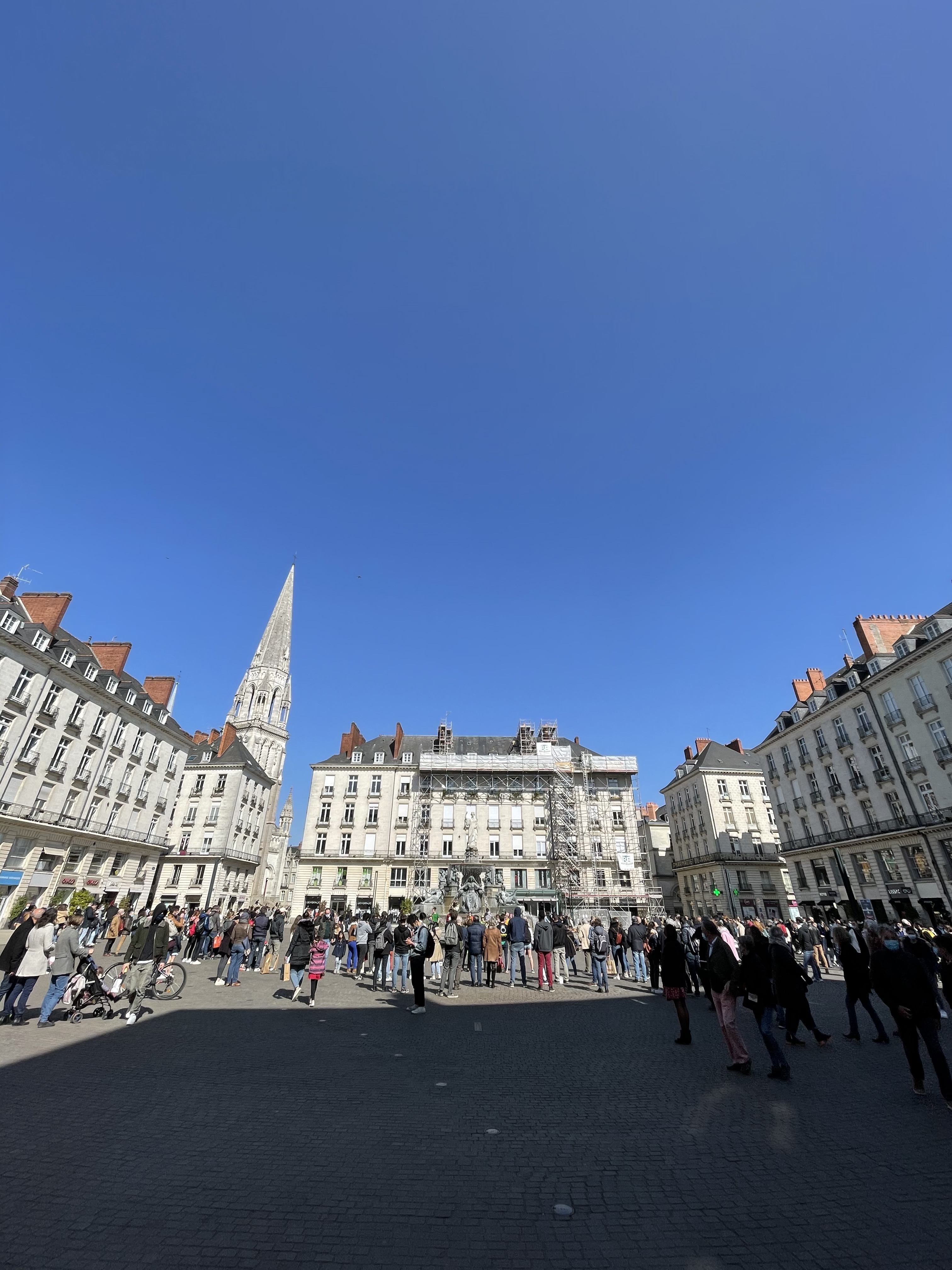
La place Royale vue depuis la rue Crébillon en 2021.

### Rénovation duXXIesiècle

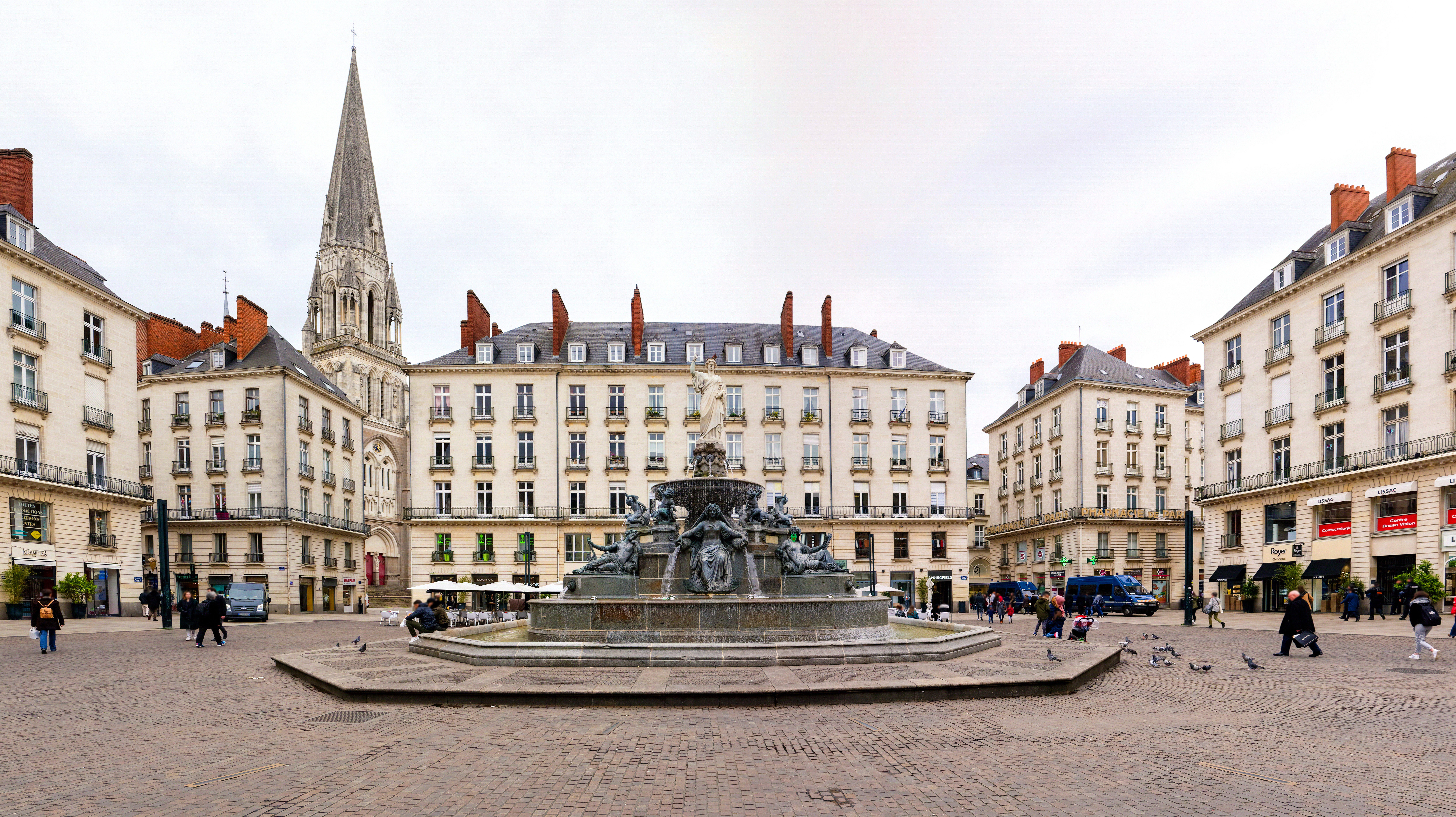
La place Royale rénovée en mars 2019.

La politique urbanistique de la municipalité conduite par Jean-Marc Ayrault, élu en 1989, débutée dans les années 1990, entame une nouvelle phase au milieu des années 2000, celle de la remise en valeur des places du centre-ville, dont les principales sont la place Saint-Pierre et la place Royale. Elles ont alors des fonctions liées à l'automobile : circulation et stationnement. Les élus décident leur transformation pour remplir les fonctions sociales et culturelles qu'ils en attendent.
La fontaine, longtemps cantonnée au rôle d'ornement de rond-point, est rénovée de février à mars 2007. La place est modifiée afin de la rendre plus piétonnière. Cette transformation est inaugurée le 6 avril 2007.
Alors que la configuration de l'esplanade change, elle fait partie des zones commerciales qui connaissent un accroissement de l'implantation des agences bancaires au détriment des autres commerces. Une charte est même signée, en 2007, entre le comité des banques des Pays de la Loire, la Chambre de commerce et d'industrie de Nantes et de Saint-Nazaire et la mairie pour limiter ces installations, sans toutefois remettre en cause l'existant (la place abrite alors quatre agences bancaires).
Depuis 2011, la place Royale est devenue entièrement piétonne, de même que la rue Crébillon dans son prolongement.

## Bâtiments remarquables et lieux de mémoire

### Commerces historiques
Dès l'origine la place est vouée au commerce, Crucy ayant pris en compte les besoins des commerçants en adoptant la structure rez-de-chaussée/entresol. La position centrale de l'esplanade a attiré des enseignes de renom. Ainsi, en 1870, à l'angle nord avec la rue d'Orléans, s'installe un établissement du groupe « À la grande maison », remplacée en 1900 par « Au Grand bon marché », qui est implanté dans dix villes du monde. Sept succursales de cette boutique de confection seront créées dans la région. Au même endroit, dans les années 1920-1930, c'est un marchand de fleur, « Au Mimosa » qui est en place.

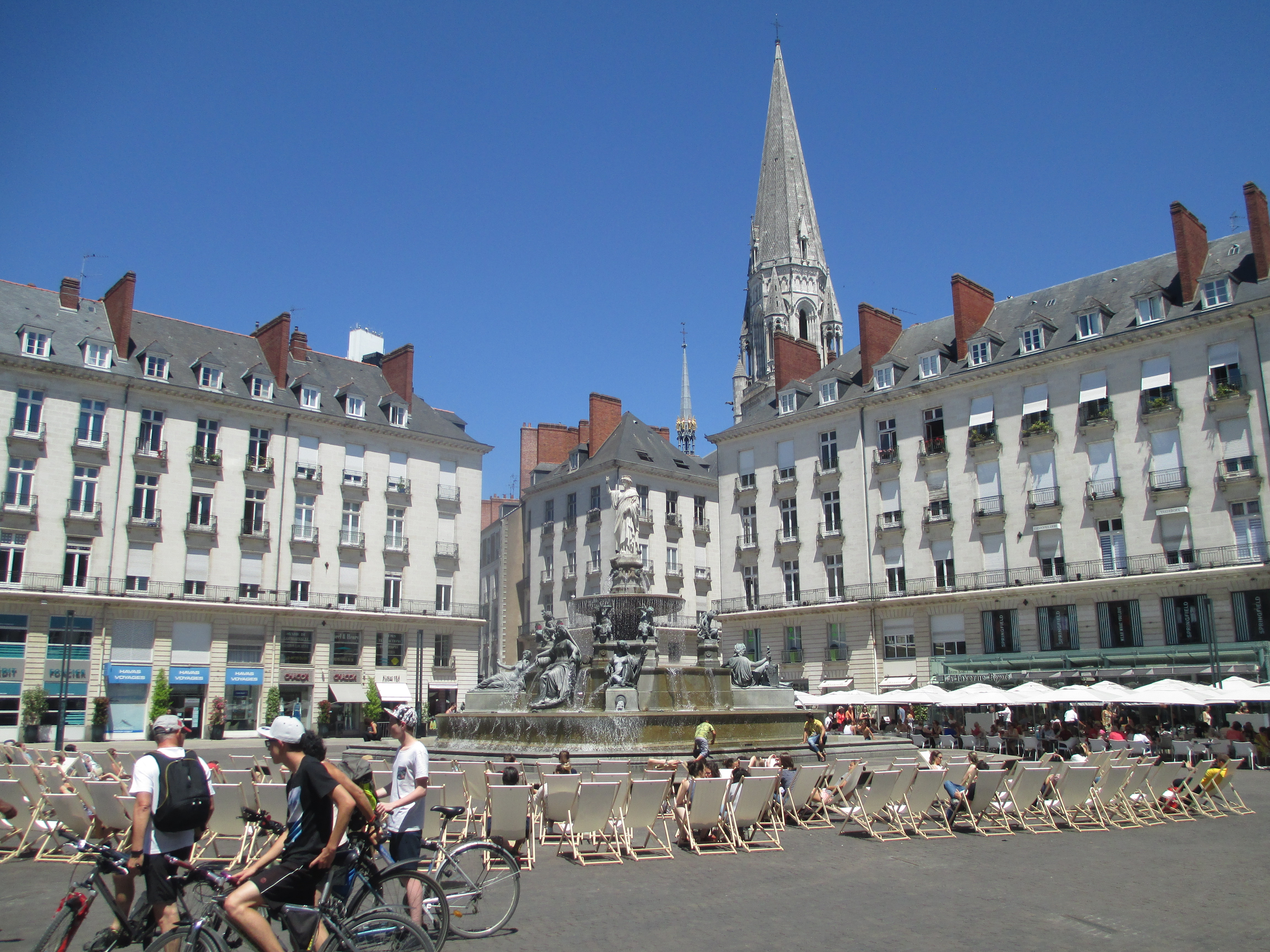
La place Royale et la basilique Saint-Nicolas (juin 2017).

Juste à côté, dans l'axe de la rue Crébillon, se trouvait, depuis la fin du XIXe siècle, le « Café Continental », abrégé en « Le Continental », ou même « Le Conti », qui offrait 750 places, contenait une mezzanine et abritait un orchestre. Détruit au cours de la Seconde Guerre mondiale, le café est refait, sa mezzanine disparaît à cette occasion. En 1960, une terrasse vitrée est implantée en façade. L'enseigne disparaît le 1er mai 1987 (seule l'enseigne commerciale a changé ; la société par actions simplifiée « Café Continental », qui en est détentrice, existe depuis 1955), et devient une brasserie. En 2000, à l'occasion de travaux de rénovation, l'inscription « Café Continental » a été mise au jour, puis recouverte.
À l'angle ouest avec la rue de l'Arche-Sèche, c'est un autre magasin de confection, la bonneterie de « Mademoiselle Singaraud », qui est installé au milieu du XIXe siècle, au moins jusqu'au début des années 1880 ; cette boutique change ensuite d'enseigne pour devenir « Aux Tailleurs réunis ». En 1907, elle jouxte, vers l'ouest, un coiffeur et une pharmacie. À l'angle avec la rue Saint-Julien, « À la Renommée » propose des berlingots nantais. Cette enseigne est tenue par les héritiers de Mme Couët, la première à avoir vendu ce type de bonbons à Nantes ; elle avait commencé à les proposer non loin de la place Royale, sous un porche d'immeuble à un angle de la rue Du Couëdic. La boutique « À la renommée » est créée par sa fille, rue de la Fosse, avant de revenir sur la place.
Les pharmacies de la place se distinguent par leur longévité. Entre la rue des Vieilles-Douves et la rue Saint-Julien, la « Pharmacie de la place Royale » détient le record de présence sur l'esplanade, ayant été fondée en 1793, et n'ayant disparu qu'en 2010. La « Grande pharmacie de Paris », devenue « Pharmacie de Paris », fondée en 1900, est — mis à part « Le Continental » qui a changé d'enseigne — le plus ancien commerce encore en activité sur la place Royale.

### Évènements
« Cette place est associée à tous les mouvements sociaux et événementiels » indique Stéphane Pajot. Si Mai 68 en est l'illustration la plus symbolique, d'autres grandes dates y ont été célébrées : le 11 novembre 1918, à l'annonce par les cloches de la ville de la signature de l'armistice, une charrette de foin qui passait par la place est utilisée pour alimenter un feu de joie ; la place et sa fontaine sont envahies lors de manifestations dans le cadre du mouvement de grève de mai-juin 1936. Cette tradition a perduré : au début du XXIe siècle encore, la place a souvent été choisie comme lieu de rassemblement (entre autres, dans les années 2010 : concert de soutien à l'action « Libérons l'énergie » de Greenpeace par le groupe Tryo en 2012, intervention des Hommen en marge de manifestation contre le « mariage pour tous », rassemblement contre l'homophobie) ou de manifestation de joie pour des évènements politiques ou sportifs (entre autres, célébration après le résultat de l'élection présidentielle en 2012, célébration de la montée en Ligue 1 du FC Nantes en 2013).
Dans le cadre de la biennale d'art contemporain Estuaire 2007, la place Royale accueille la création de Tatsu Nishi (en), Hôtel Nantes. La fontaine est englobée dans une structure temporaire, et sa partie haute (statue de Nantes avec sa vasque, et les tritons à ses pieds) devient le centre d'une chambre visitée le jour et louée la nuit. En 2012, dans le cadre du « Voyage à Nantes », la fontaine est de nouveau englobée dans une structure, Mont Royal(e), qui permet l'escalade de ses parois extérieures, et l'« exploration presque spéléologique » de l'intérieur. Durant l'édition 2020 de cette même manifestation d'art nantaise, Le Voyage à Nantes, le monument de la fontaine au milieu de cette place se voit orner temporairement d'une nouvelle sculpture, réalisée par Elsa Sahal,,,,.
La place est également le lieu choisi comme point de rendez-vous pour le premier « apéro géant » organisé en France en 2009, et repris dans d'autres villes par la suite. Ces regroupements massifs et controversés ont été de nouveaux organisés sur la place en 2010 et 2011,,. Le site a été interdit pour ce type d'évènement en 2012.

### Dans la littérature
Stendhal, dans Mémoires d'un touriste, publié en 1838, évoque la place en ces termes : 

« Nantes a réellement l'air d'une grande ville ; j'aime beaucoup la place Royale, vaste et régulière. Elle est formée de neuf massifs de bâtiments construits sur un plan symétrique. Le bonheur de Nantes, c'est que la mode a bien voulu y adopter de belles maison en pierre à trois étages à peu près égaux ; rien n'est plus joli. »

— Stendhal, Mémoires d'un touriste, dans Œuvres complètes de Stendhal,
Michel Lévy frères, 1854, volume I, page 351.